# Aleš Lamr
Aleš Lamr (12. června 1943 Olomouc – 16. února 2024 Praha) byl český malíř, grafik, autor nástěnných maleb a keramických reliéfů, sochař, keramik.

## Život
Narodil se jako nejstarší syn ze tří dětí v rodině kamnářů a keramiků, usazené v několika generacích v Litovli. Jeho sestry jsou rovněž výtvarnice (Eva Bergeå Lamrová, * 1946, malířka a keramička, Blanka, * 1949, fotografka a keramička). Keramická dílna, se kterou spolupracovala řada významných moravských umělců, je dodnes činná. Roku 1974 se uskutečnila rodinná výstava keramiky v Ústí nad Orlicí, které se zúčastnilo deset členů rodiny Lamrových.
Aleš Lamr v Litovli získal základní vzdělání (1948–1957) a jeho další směřování kromě rodinného prostředí ovlivnil i litovelský malíř a pedagog Karel Homola, žák Maxe Švabinského. Roku 1957 byl Aleš Lamr jako syn živnostníka poslán do učiliště ostravsko-karvinských dolů. V Ostravě navštěvoval základní výtvarnou školu, kterou vedli litovelský výtvarník Zdeněk Kučera (1935–2016) a Jaroslav Rusek (1932–2016).
V letech 1960–64 vystudoval Střední uměleckoprůmyslovou školu v Brně, oddělení prostorového výtvarnictví, u prof. arch. Josefa  A. Šálka (1911–1990). Získal zde zkušenosti v oboru scénografie a osvojil si výtvarné techniky od malby a grafiky až po práci se dřevem, sklem, kovem, umělou hmotou a papírem. Ucházel se neúspěšně o přijetí na obor sochařství na Akademii výtvarných umění v Praze. V letech 1964–66 absolvoval základní vojenskou službu, kam nastoupil nejprve jako mim do AUSu a později byl zařazen jako výtvarník v propagaci a v pojízdné tiskárně. V době vrcholící nové vlny české kinematografie (1966–68) působil jako asistent režie Čs. státního filmu na Barrandově (mj. režiséři Novák, Helge, Mach). V té době sdílel ateliér ve Štěpánské ulici s fotografkou Helenou Pospíšilovou-Wilsonovou a patřil k okruhu výtvarníků Křižovnické školy.
Od roku 1968 byl registrován jako kandidát tehdejšího SČVU a mohl se živit jako výtvarník ve svobodném povolání (za řádného člena byl přijat až roku 1989). Samostatně poprvé vystavoval roku 1968 v soukromé Malé galerii na Žižkově (zrušena 1970) a 1970 v Galerii mladých v Mánesu. Roku 1969 poprvé cestoval na do Stockholmu, kde byla provdána jeho sestra, a prohlédl si tamní galerie. Ovlivnily ho monumentální sochy Pabla Picassa v parku Moderna muset. Vystavoval na významné celostátní přehlídce současné malířské tvorby Obraz 69 v Brně. V letech 1969–1970 obdržel stipendium SČVU a realizoval několik filmových plakátů.
Roku 1971 se přestěhoval na Malou Stranu a v následujícím roce se oženil s textilní výtvarnicí Blankou Grebeňovou. Jeho syn Řehoř (* 1973) je podnikatel, synové Hanuš (* 1976) a Jan (* 1983) jsou výtvarníci. Roku 1978 získal ateliér na Malé Straně a začal se věnovat litografii v litografické dílně Jana Tůmy. Později též spolupracoval s M. Řehákem, J. Lípou a J. Kejklířem.
Roku 1975 cestoval do Francie a roku 1979, v souvislosti se svou první zahraniční výstavou do USA, kde se seznámil s Medou Mládkovou a navštívil galerie v New Yorku a Washingtonu. V 80. letech podnikl cesty do Francie, Holandska a Německa. Během 80. let se podílel na různých neoficiálních projektech (Malostranské dvorky, Krabičky – Jazzová sekce, soukromá Galerie H v Kostelci nad Černými lesy). Od roku 1982 spolupracoval jako výtvarník s brněnským divadlem Husa na provázku (div. akce Mr. Třesky a Mr. Plesky, 1987, s J. Kořánem, 20 let DNP)
V době pádu komunistického režimu v listopadu 1989 vytvořil dva plakáty (Nový život, Stalo se na Národní třídě). Počátkem 90. let na přání Václava Havla realizoval několik nástěnných maleb v prostorách prezidentské kanceláře a roku 1995 v jeho soukromé vile. Spolupracoval s řadou architektů (E. Zavadil, M. Rajniš, B. Dudař, L. Lábus) a má desítky realizací v nástěnné malbě a keramice (spolu s M. Neubertem). V roce 1992 vystavoval na Světové výstavě v Seville (výstava Hořící keř, původně v Emauzském klášteře) a v roce 1993 se spolu s arch. P. Fuchsem podílel na výtvarném řešení pavilonu pro Expo 93 v jihokorejském Taejŏnu.
Roku 2002 se přestěhoval do nového ateliéru v Hostivaři.
Byl členem výtvarného odboru Umělecké besedy a v letech 1991–2013 byl členem SČUG Hollar. Žil a pracoval v Praze a v Petrovičkách.

### Ocenění
- 1985 III. cena Premió Juan Miro, Barcelona
- 1988 čestné uznání v soutěži Nejkrásnější kniha roku (ilustrace karibské poezie)
- 1989 statutární cena III. trienále akvarelu, Lučenec
- 1995 cena Komerční banky, Grafika roku 1994, Praha
- 1996 cena Plzeňské banky, bienále kresby Plzeň
- 2000 cena Salvatora Dalího za uměleckou činnost
- 2005 cena firmy Excudit, Grafika roku 2005, Praha

## Dílo

### Obrazy, kresby a grafika
Aleš Lamr patří na české výtvarné scéně k nemnoha bytostným koloristům a jeho obrazy jsou svým stylem nezaměnitelné. Je pro něj charakteristická plošná kresba a ze skutečnosti abstrahované znaky, vyplněné kontrastními barvami, které působí jako hravá mozaika. Lamrovy kresby jsou celistvě komponované v ploše i detailu a často obsahují naléhavá sdělení, tlumočená překvapivou výtvarnou šifrou.
V mládí ho ovlivnilo prostředí rodové keramické dílny ale také barevnost exotických motýlů ve sbírce dědečka, který podnikl ve 30. letech 20. století cestu do Jižní Ameriky. Během studia na střední škole navštívil výstavy Bohumila Kubišty (1960) a pod vlivem jeho malby vytvořil expresivní Autoportrét (1964). Rané obrazy, které autor označil jako „indiánské baroko“, charakterizují totemické tvary, zosobňující tajemné mýty dávných exotických civilizací. Magicky působící ornamentální fantazie Lamrových obrazů vyvěrá odkudsi z temna lidských kulturních dějin a malíř ji spoluvytváří svou představivostí, jako by šlo o nejen výtvarnou, ale i duchovní drogu. Tyto ornamentální samoznaky z let 1966-1967, které jsou často komponované symetricky k centrální ose, mají ráz halucinatorních zjevení. Obrazy jsou temnosvitné a většinou monochromně modré a nápadně se vymykají ostatní Lamrově tvorbě, ale prozaickou příčinou byl nedostatek finančních prostředků, které stačily pouze na jednu barvu.

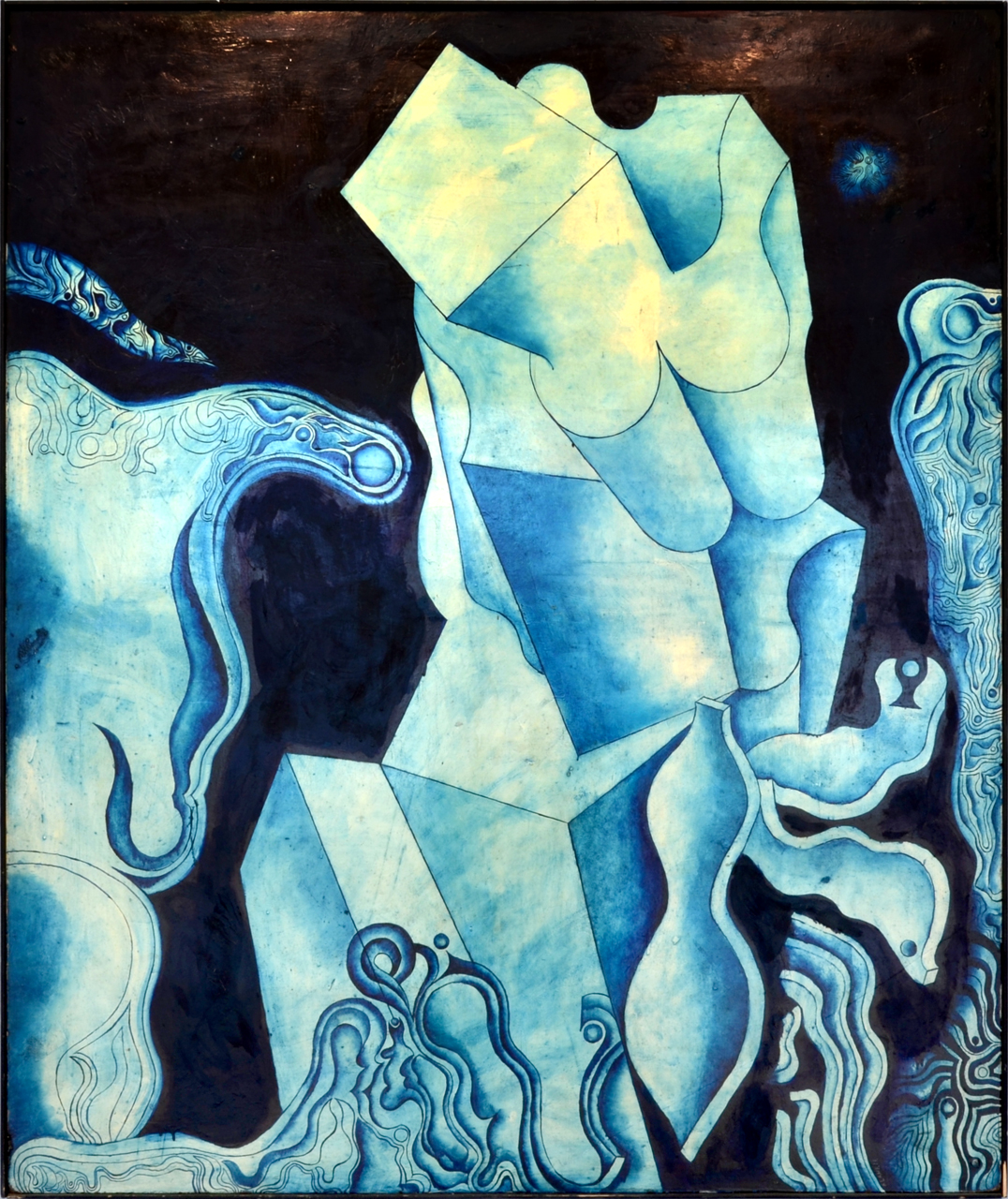
Kamenná galanterie (1966)
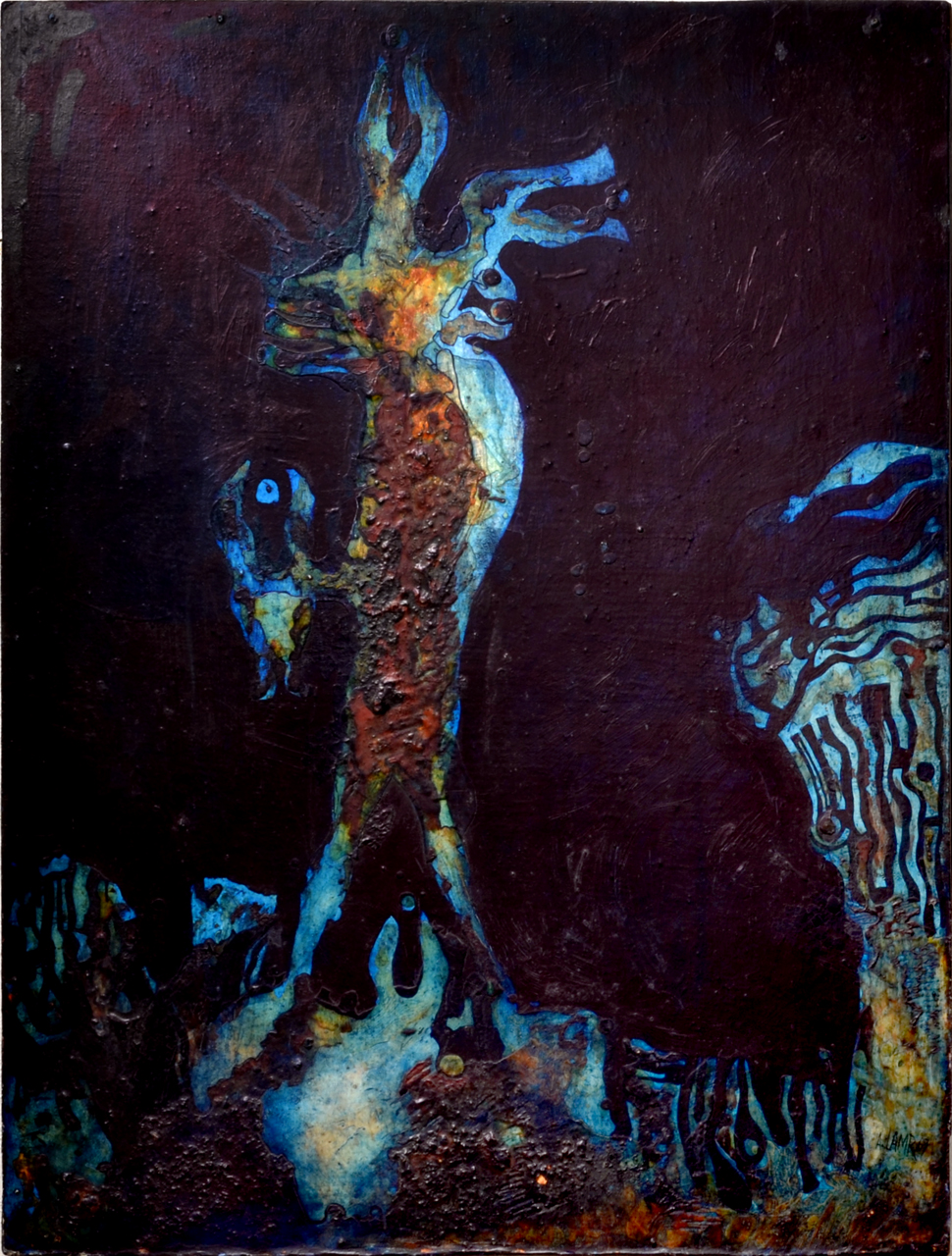
Kráčivec (1967)
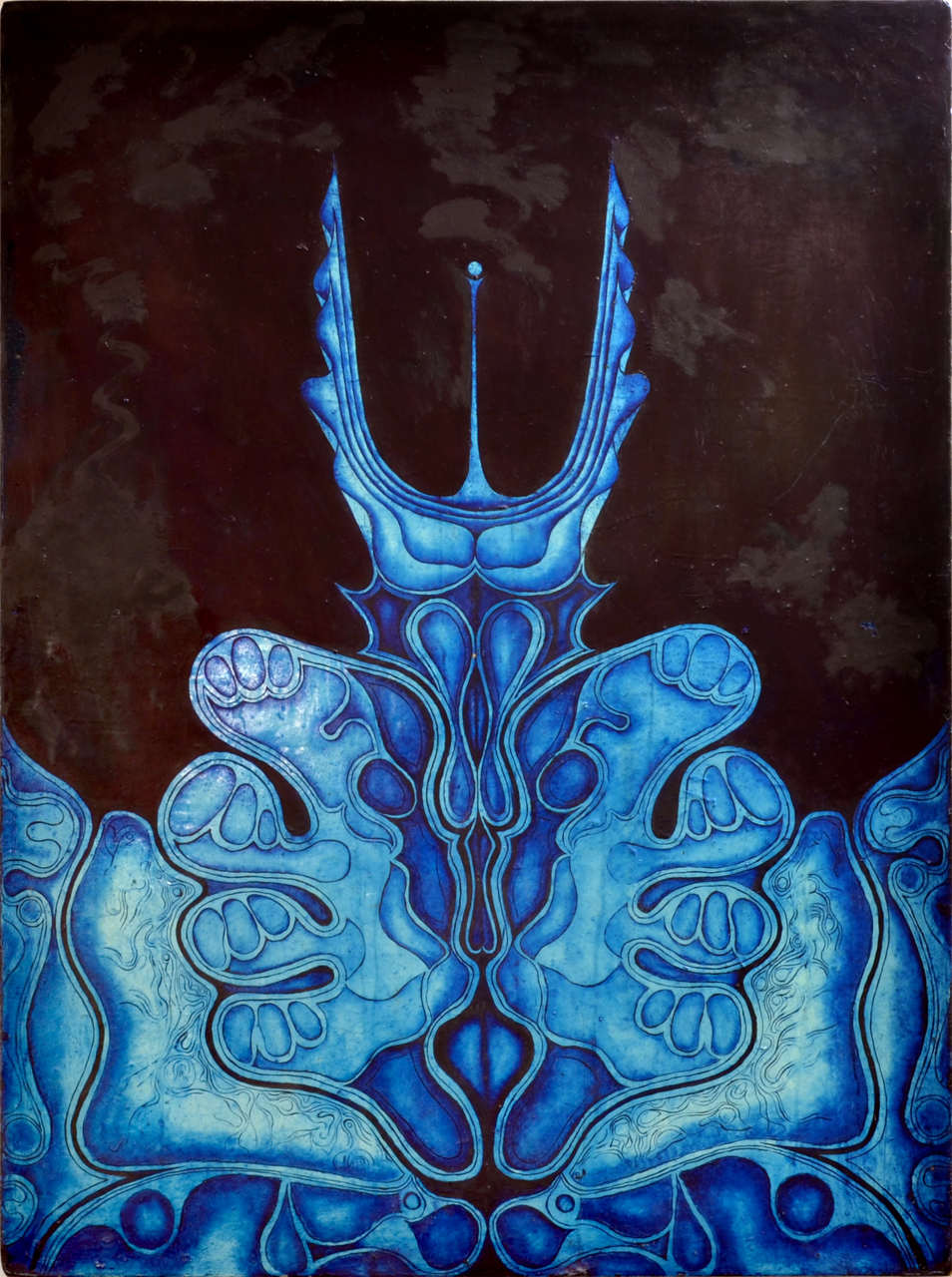
Perlorodka (1967)
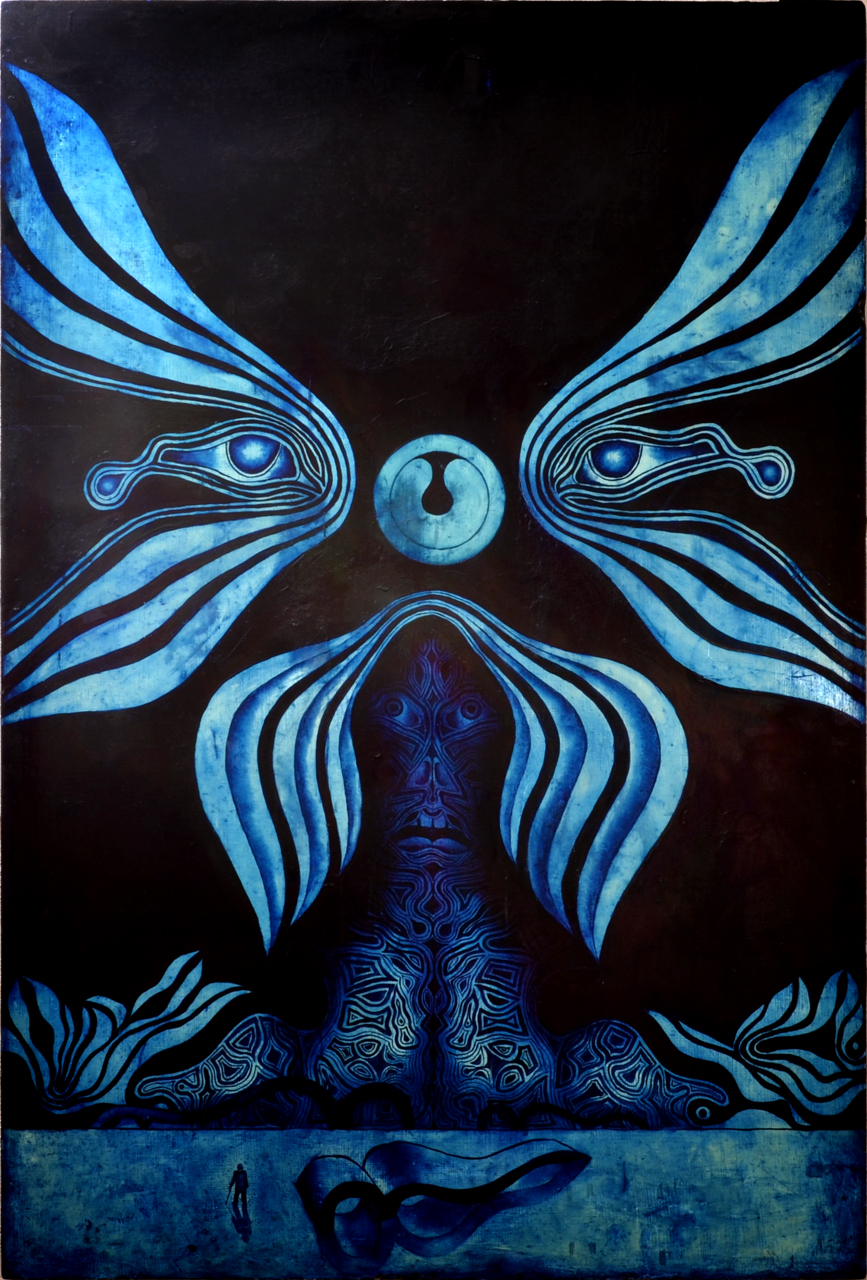
Pohlá paruka (1967)

Během vojenské služby, kdy pracoval jako výtvarník a jeho úkolem bylo mimo jiné navrhovat plakáty, se Lamrův výtvarný styl změnil. Polovina 60. let je v českém prostředí charakteristická sílící polemikou s abstrakcí a aktualizací různých forem figurace. V závěru 60. let si Aleš Lamr osvojil a po svém vyložil hravou barevnost pop-artu a originálním způsobem navázal na podněty narativní figurace (výstava Gérarda Gassiota-Talabota v Galerii Václava Špály, 1966), ale byl ovlivněn také dědictvím domácího manýrismu. Vytvořil svět fantazijně metaforického vyprávění, který vycházel z běžných reálií současného života.
Od počátku 70. let charakterizuje Lamrův výtvarný styl volná obrysová kresba předmětů a figur a plochy vyplněné pestrými, ale harmonicky změkčenými tóny akrylových barev, které vytvářejí dynamickou tvarovou mozaiku. Malířovo školení v oboru prostorového výtvarnictví se projevuje ve vynalézavé práci s kulisami prostorových plánů obrazu, ve kterém se odehrává živý pohyb. Mizí rozdíl mezi tvarem konkrétního předmětu odvozeným z reality a zcela abstraktním znakem a silueta objektu i jeho vnitřní struktura se plynule spojují s okolním prostorem skvrnami shodných barev.
Jestliže jeho obrazy ze sedmdesátých let lze volně řadit k „české grotesce“ a Nové figuraci, je třeba uvést je do souvislosti také s úsměvně výtvarnou groteskou kalifornského „funk-artu“ nebo hravě kritickým naivismem „imadžinistů" z oblasti Chicaga. Ve srovnání s americkým pop-artem s jeho plošným grafismem a reportážní věcností je evropská Nová figurace charakteristická volnější hrou s obrazovými motivy. Lamr tuto manýrizující dynamickou tvarovou metaforu spojuje s narativním stylem, který rozvíjí v následujících letech.

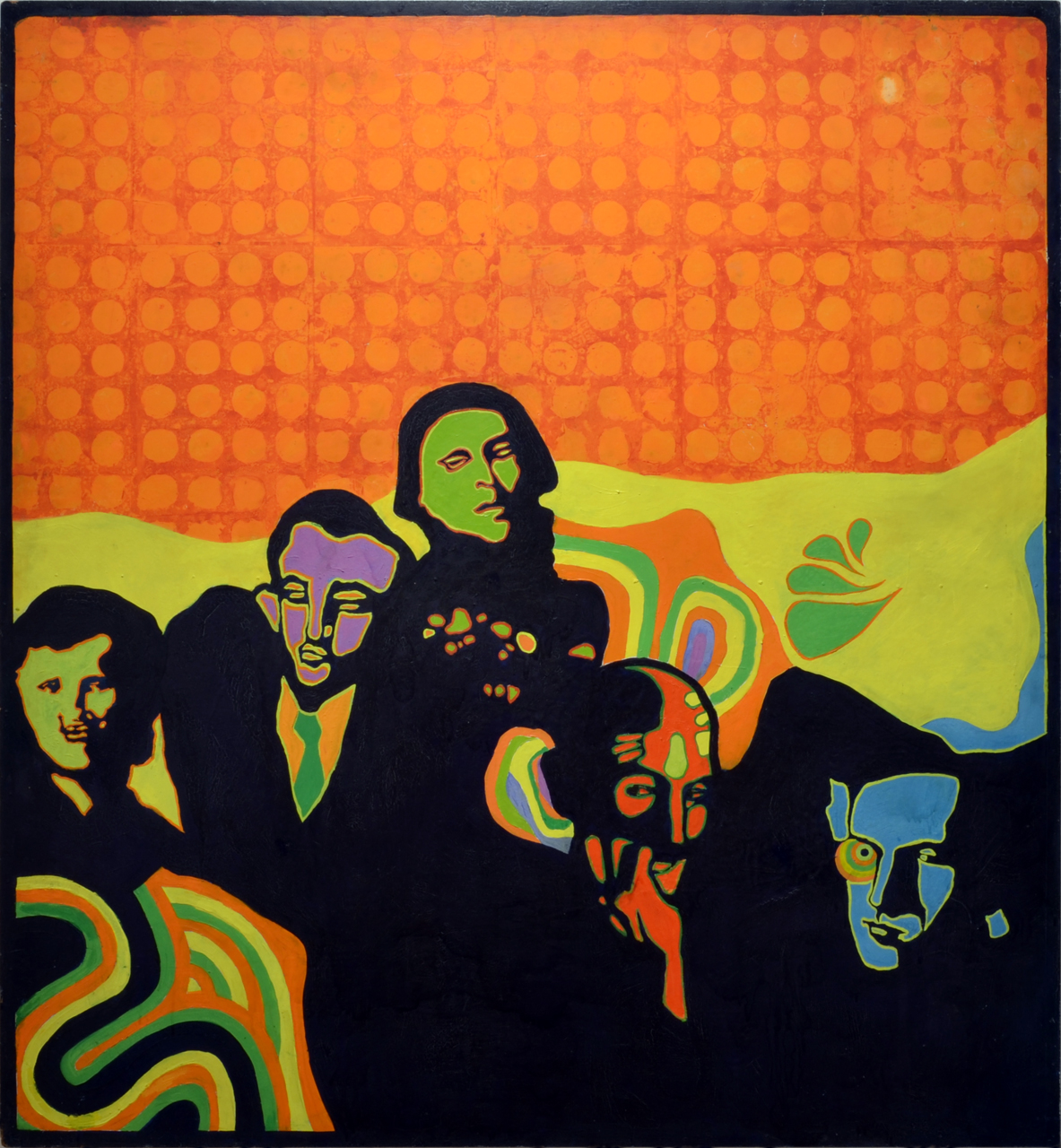
Přátelé (1968)
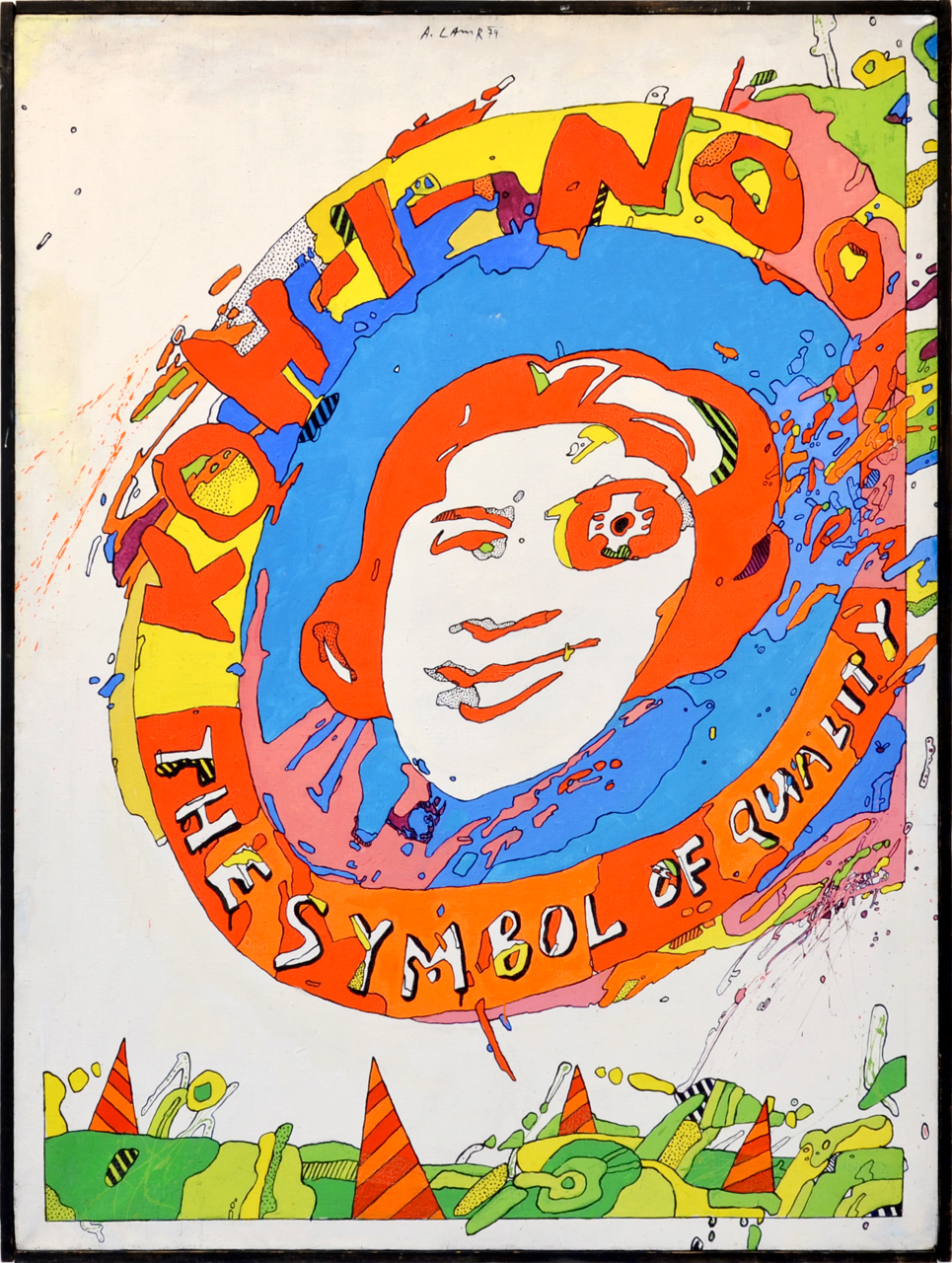
Pocta Františku Kupkovi (1974)
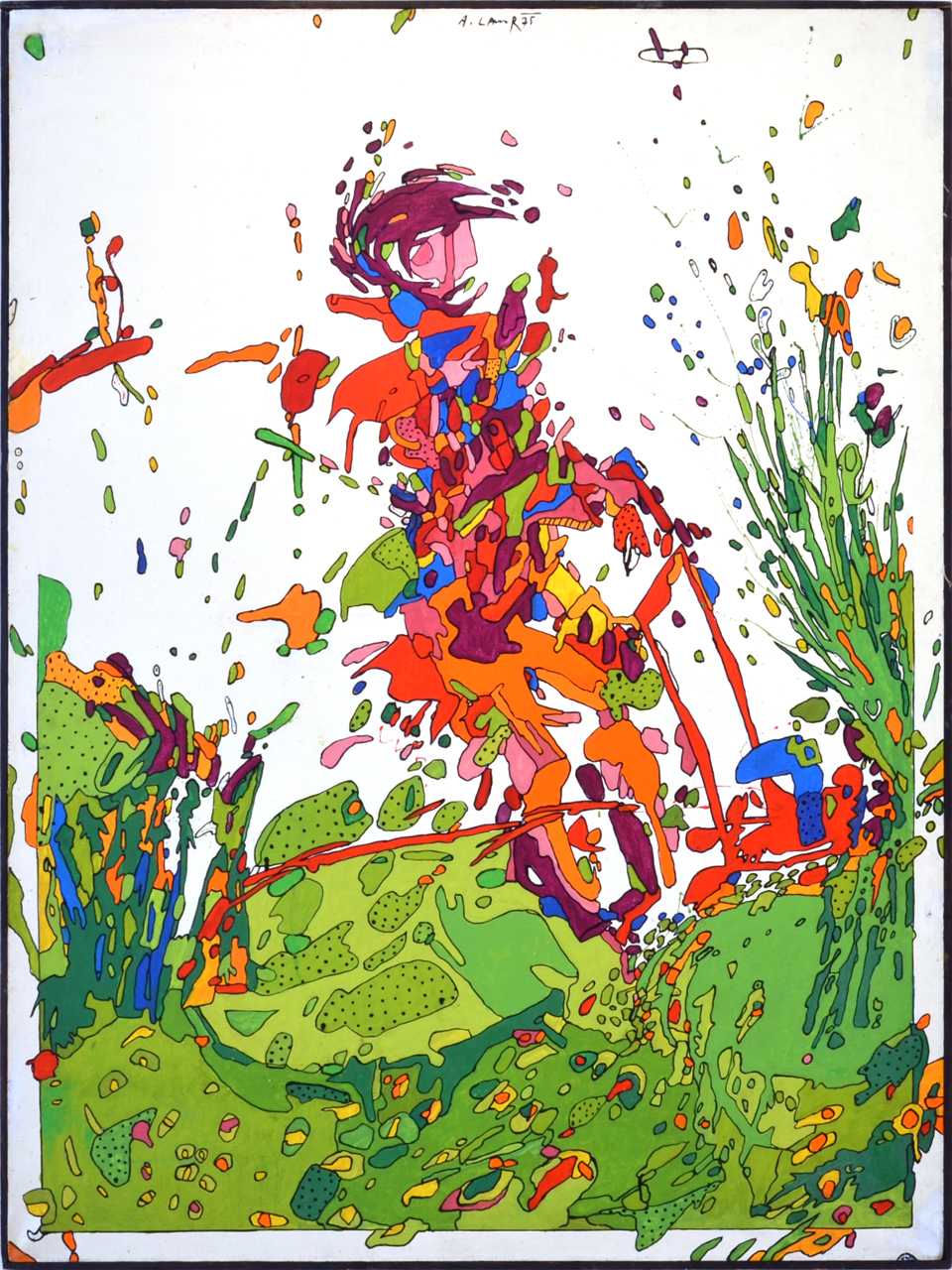
Sekáč (1975)
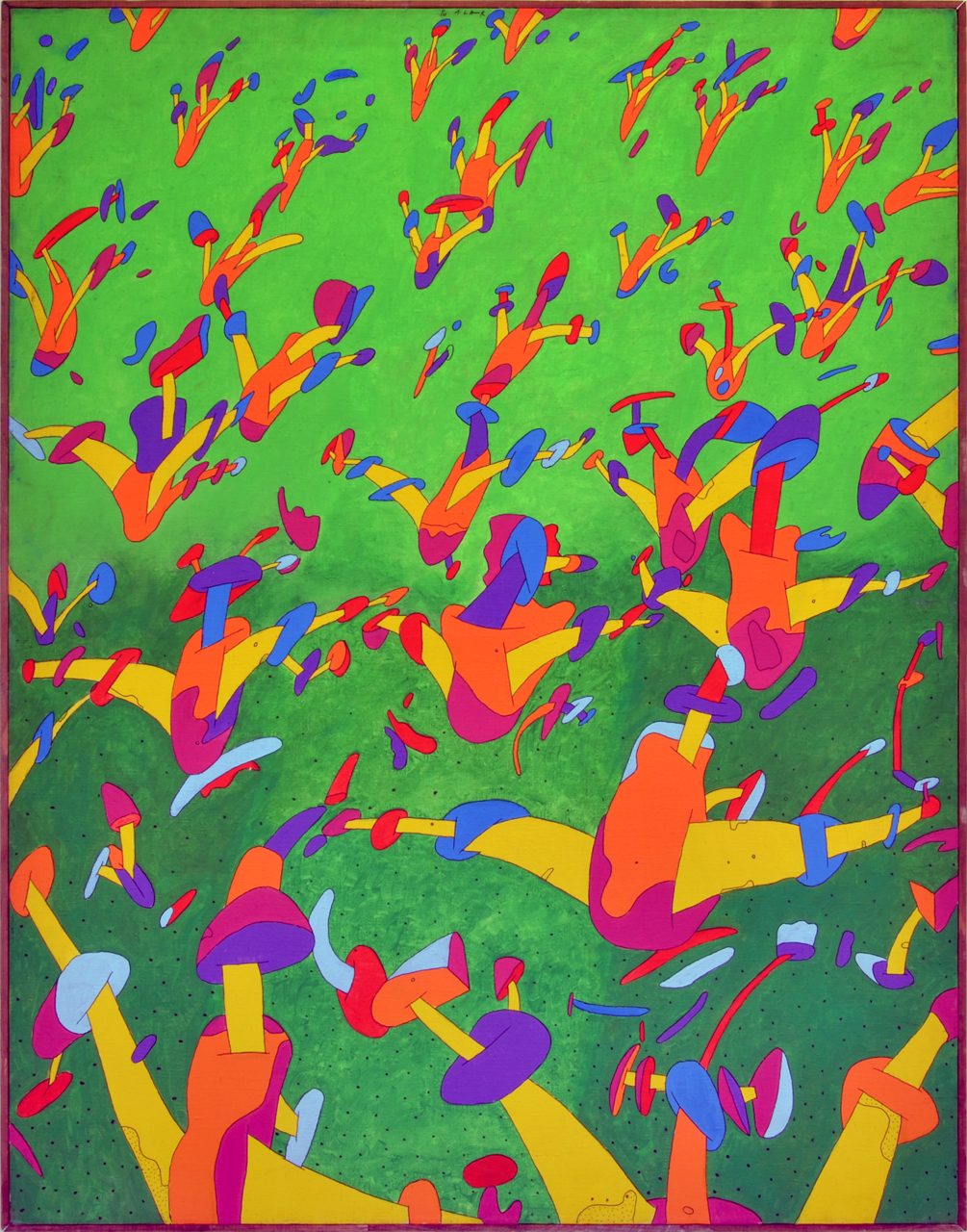
Výsadek z Tramtárie (1980)

Proud Nové figurace a jeho specifická existenciálně zatížená odnož, zvaná „česká groteska“, se rozvinul od poloviny 60. let a pokračoval po dobu normalizace až do 80. let. Patřili k němu zejména malíři Jiří Načeradský, Jiří Sopko, Václav Mergl, částí své tvorby i Rudolf Němec, Zbyšek Sion a sochaři Karel Nepraš, Bohumil Zemánek, Karel Pauzer, Hana Purkrábková. Některé obrazy Aleše Lamra ze 70. let mají povahu výtvarného gagu. Hravě groteskní podoba Lamrovy Nové figurace, spontánní hra s tvary a radost z volného bílého prostoru navazovala na osvobozující optimismus konce šedesátých let a odlehčovala chmurnou atmosféru okupační beznaděje normalizačních let.
V 80. letech, kdy všeobecná únava společnosti z normalizační atmosféry vrcholila, se v Lamrových obrazech objevuje temná barva, ze které vystupuje duha, hvězda, spirála nebo kříž, jako barevné symboly vztažené spíše k nebi než k zemi. Do hry vstupuje vážný prvek hluboké osobní víry a s tímto respektem k duchovním hodnotám je spojená zvýšená míra abstrakce a směřování k úhrnným symbolickým tvarům s nadčasovou platností.

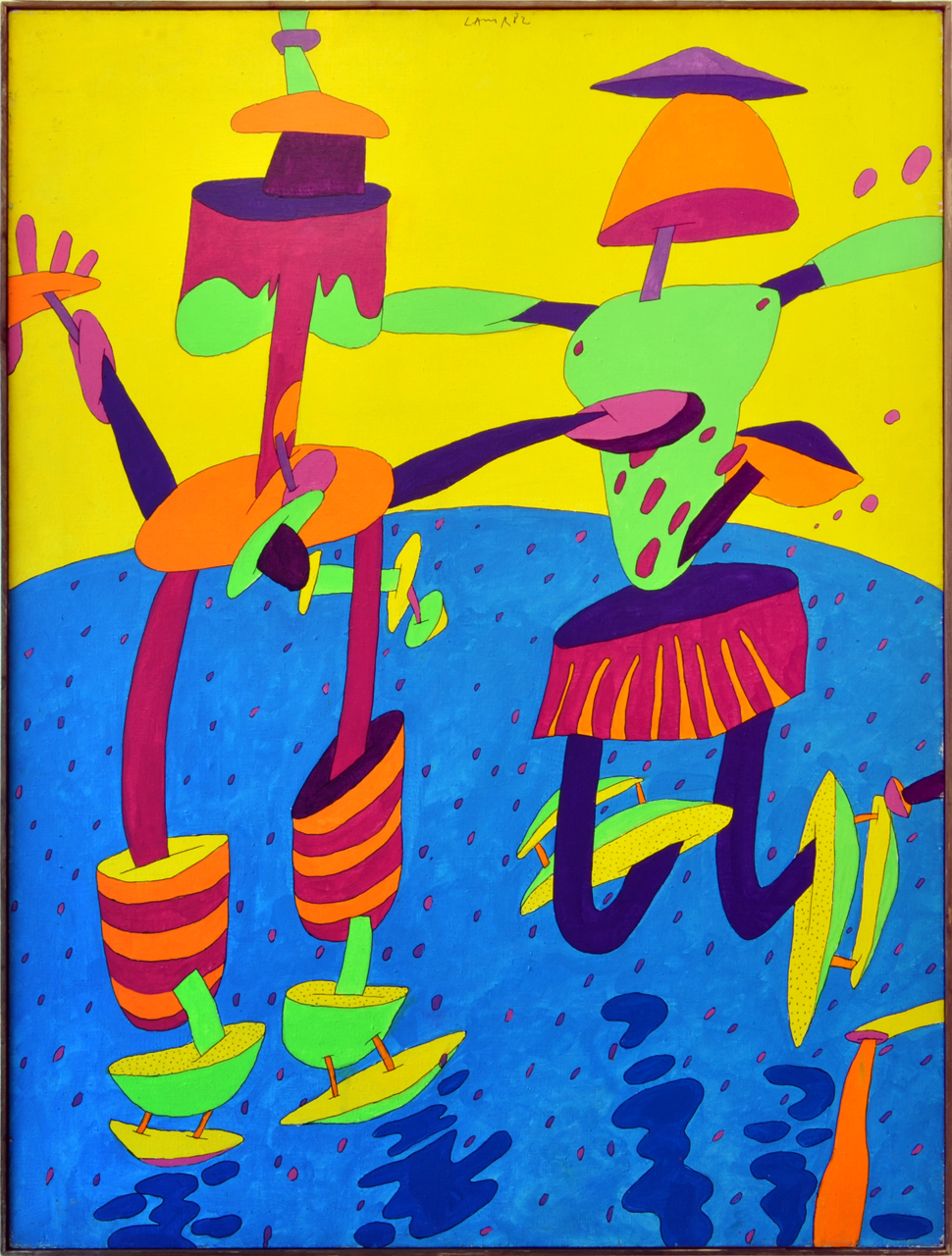
Galantní bruslaři (1982)
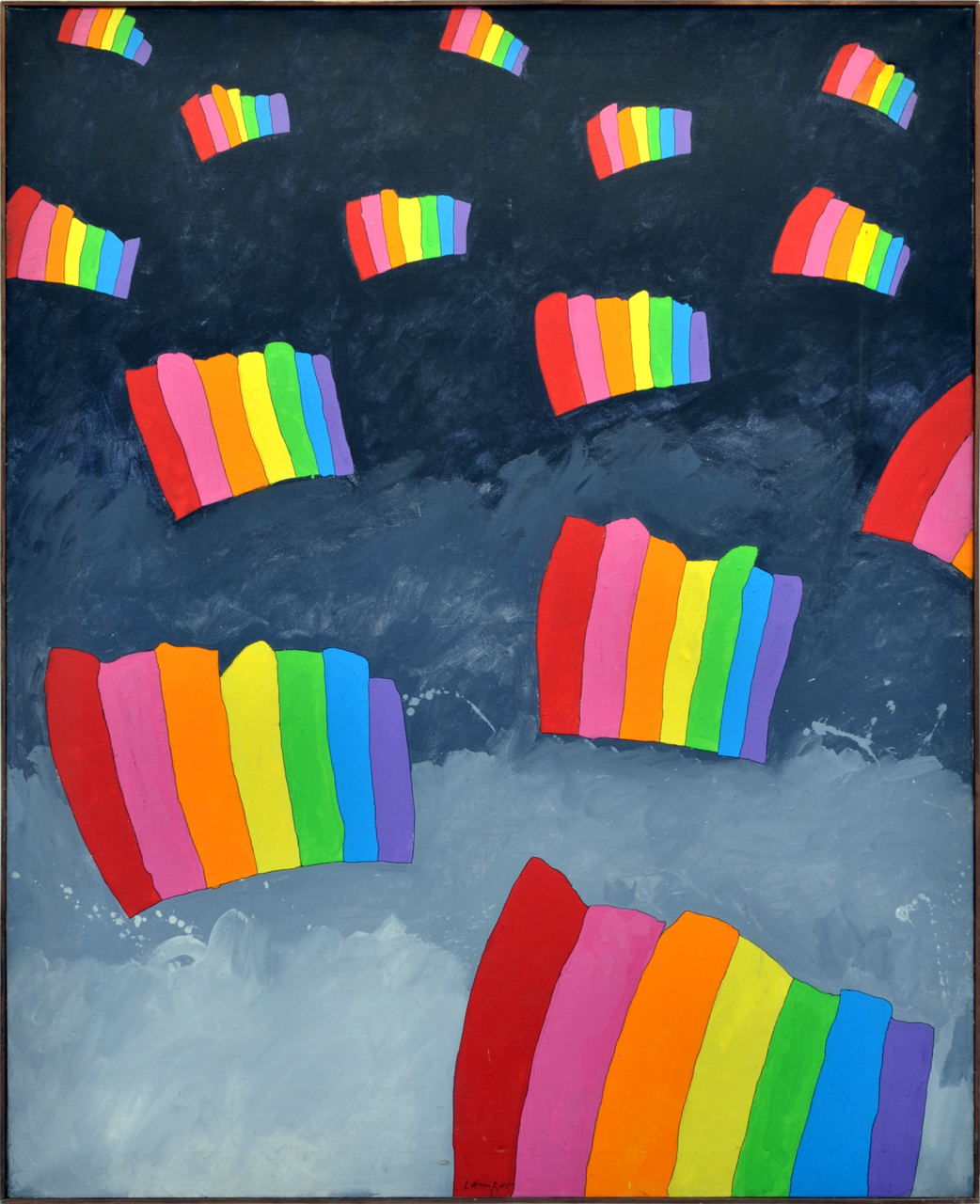
Duha v koksu (1985)
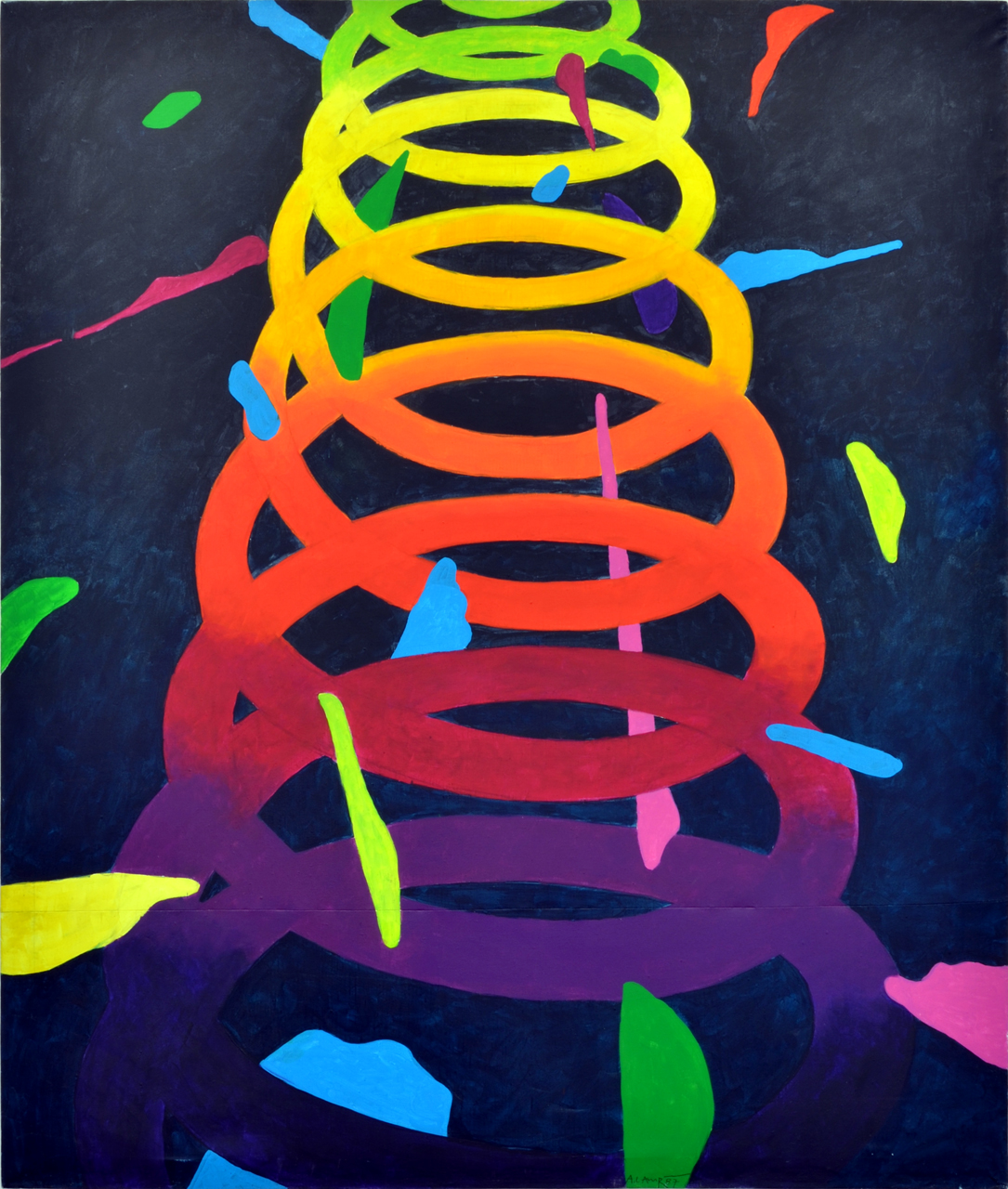
Cesta za světlem (1987)
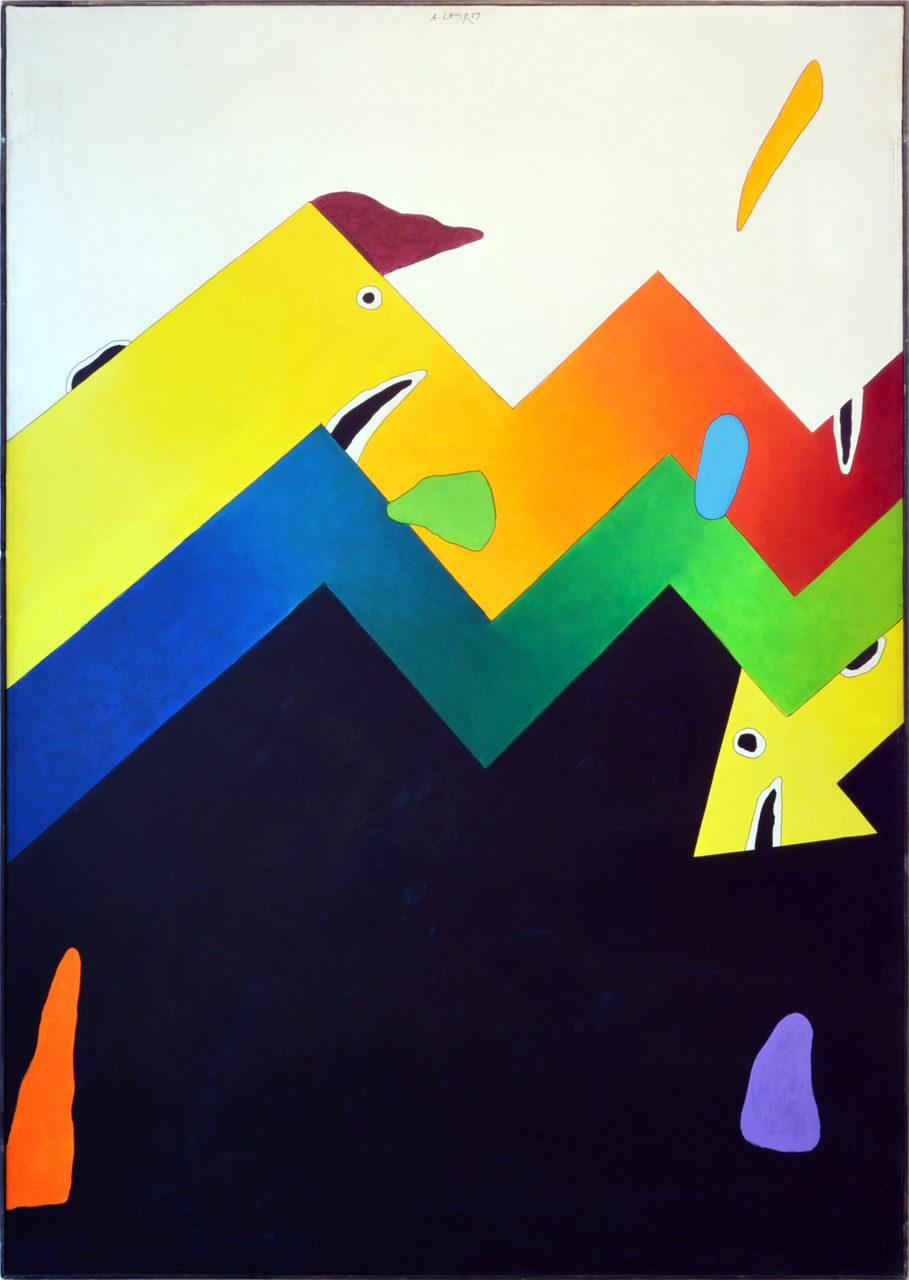
Blesky, hlasy, hromobití (1989)

Lamrova malba po roce 1989 se posunula k zobecnění a odpsychologizování obsahu. Stále větší formáty zobrazují půvab geometrických i anarchicky abstraktních konfigurací, ve kterých jako by chtěl divákovi ukázat všechny tvarové typy, které určují syntetickou podstatu světa. Lamrovo motto k výstavě v Míčovně Pražského hradu (2003): Duch vane kam chce, převzaté z bible, plně vyjadřuje lehkost a hravou imaginaci jeho tvorby po roce 2000. Dominuje v ní abstrakce a spontánní malířské gesto, vyjádřené vržením barvy na plátno, symbolizuje dynamiku moderního světa i osvobozující moment živelné radosti ze života.

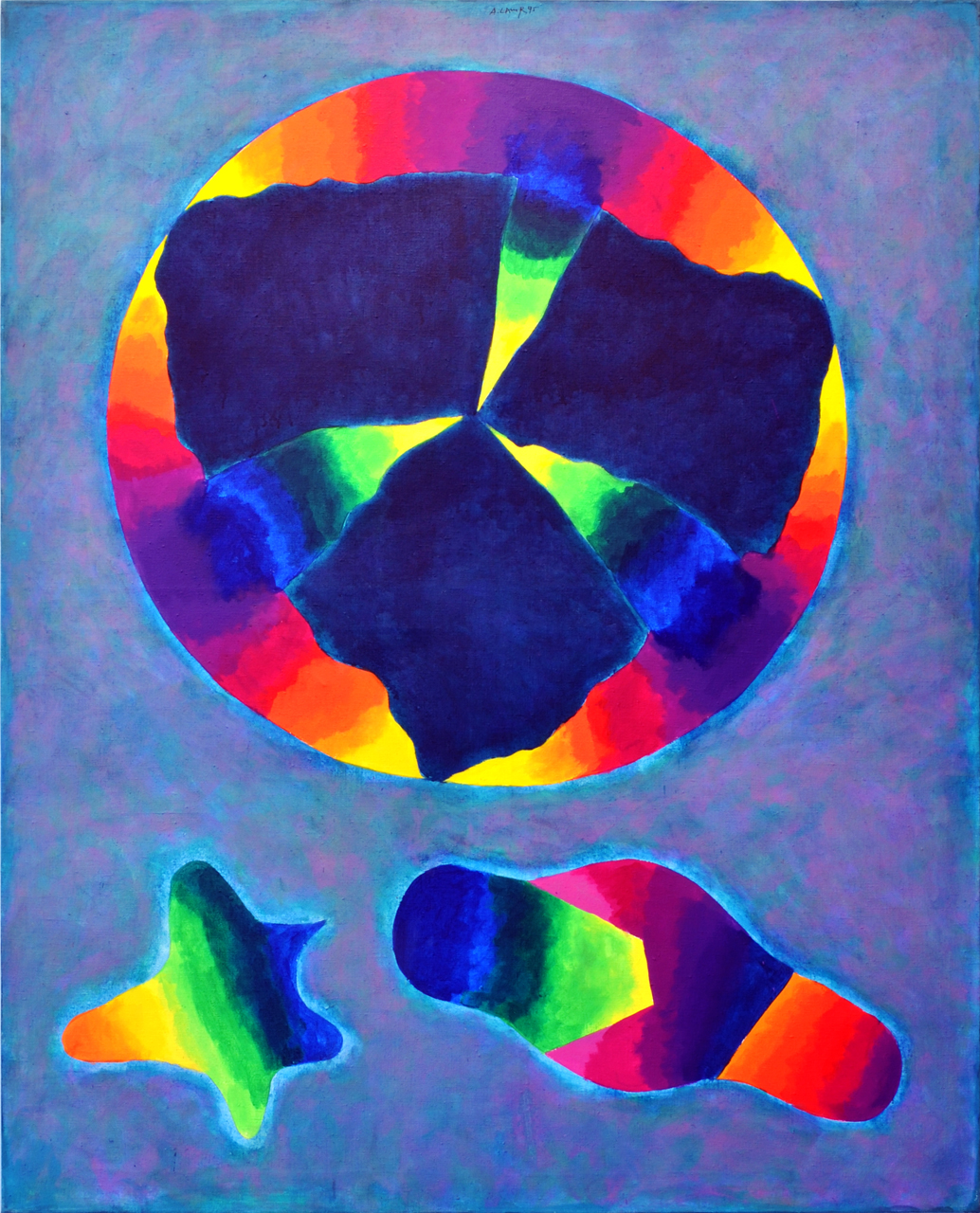
Zjevení II (1995)
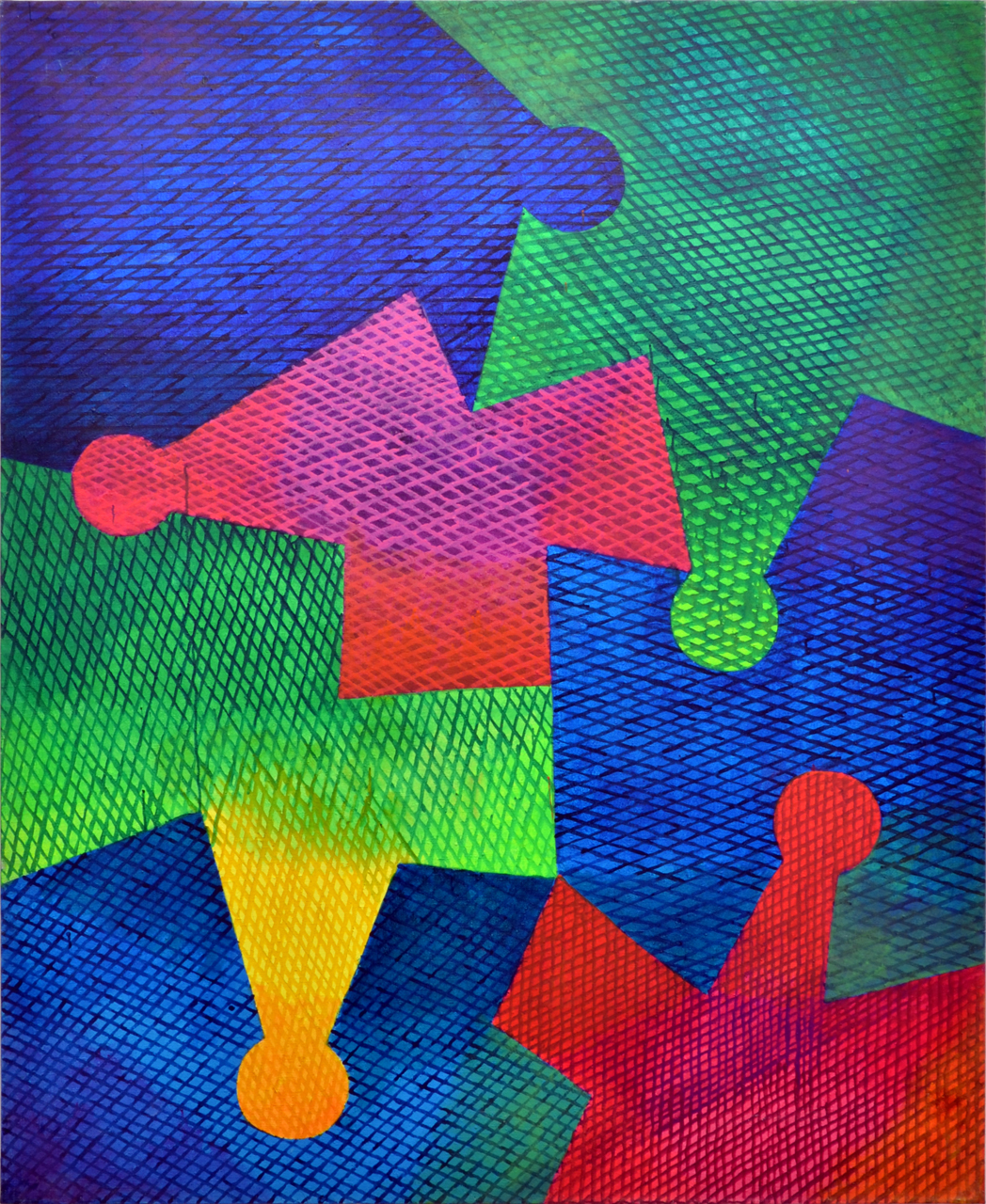
Tetelení II (2000)
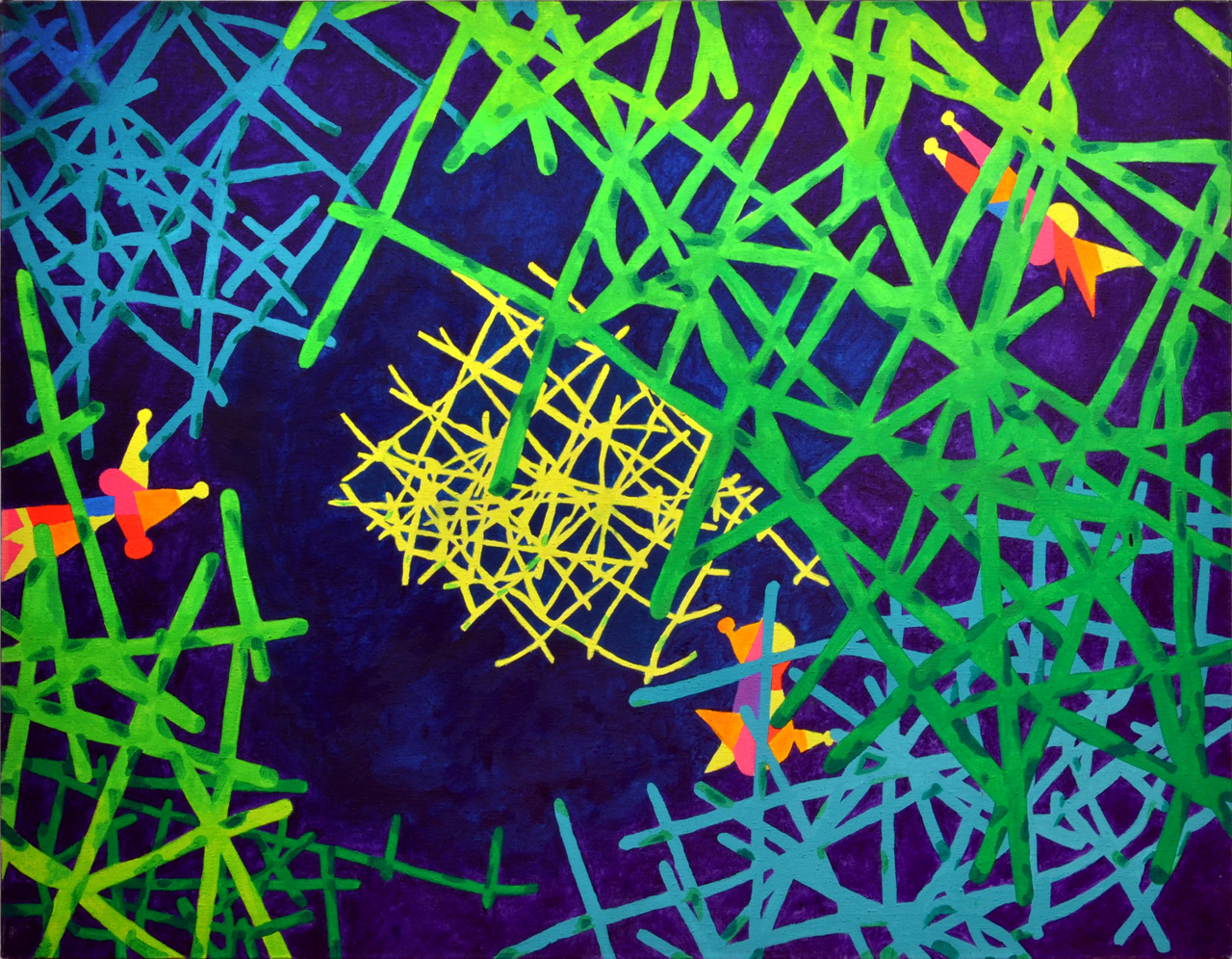
Kolibříci v pralese (2006)
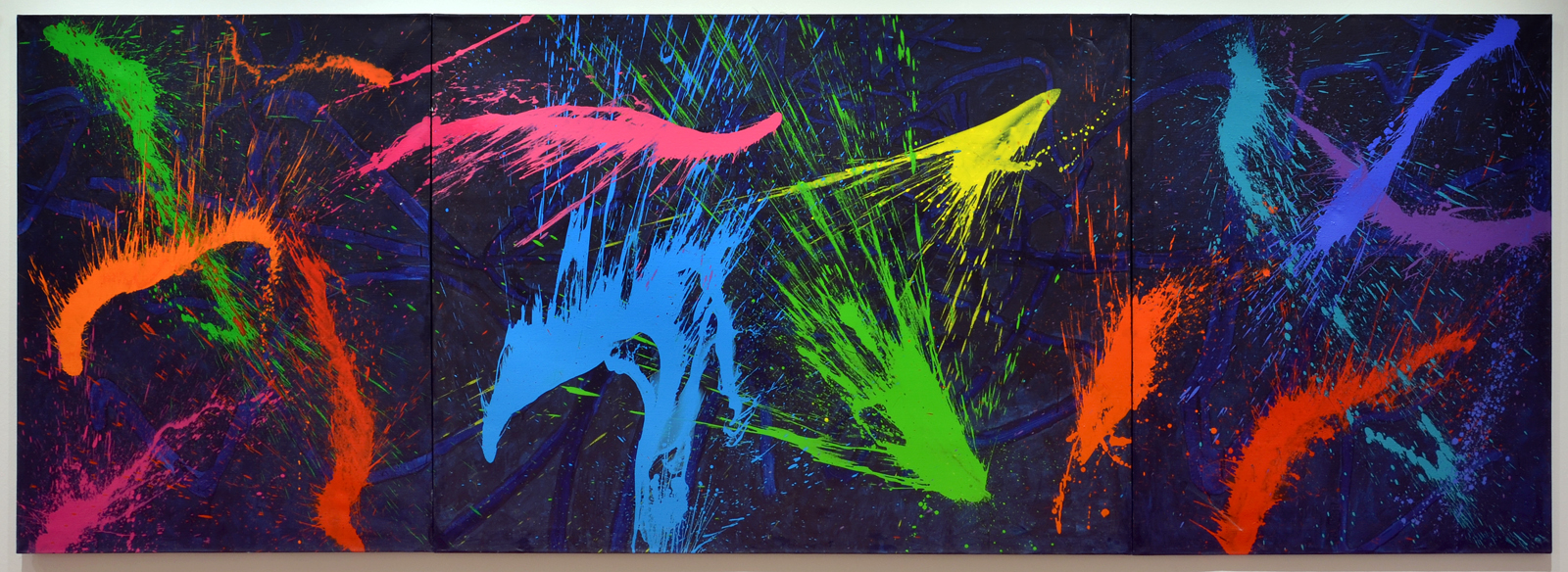
Pařížský triptych (2010)

Lamr užívá i barevný dripping s užitím jasných akrylových barev a z jejich útržků skládá kolážované obrazy. V cyklu abstraktních obrazů, nazvaném Maranatha (2015), otevírá obrazový prostor nahodilostem, někdy se záměrem vzájemně konfrontovat různorodé abstraktní výrazy. Výsledkem je hravě optimistická hra, v níž malíř spatřuje cestu k pochopení tvůrčího genia tvoření i stvoření. Názvy abstraktních obrazů malovaných akrylem volně odkazují ke konkrétním zdrojům inspirace (Červené vlasy, 2016, Růžová promenáda, 2016, Rasputin, 2016), ale ve skutečnosti vyjadřují potřebu vystihnout esenci a smysl samotné barvy.
Od předchozího cyklu se Aleš Lamr postupně vrací k figuraci (Nové ženy, 2016). Používá techniku koláže a z útržků ploch barevných akrylových barev vystřihuje siluety ženských těl, které kombinuje v hravě erotických a dynamických kompozicích sportovkyň či tanečnic. Některé obrazy parafrázují klasická témata (Mistr a Markétka, 2013, Léda s labutí, 2014). Lamr aktivizuje některé aspekty raného díla a reflektuje sílící ženský prvek současného světa, který kromě dráždivé poutavosti vybízí i k hlubšímu zamyšlení.

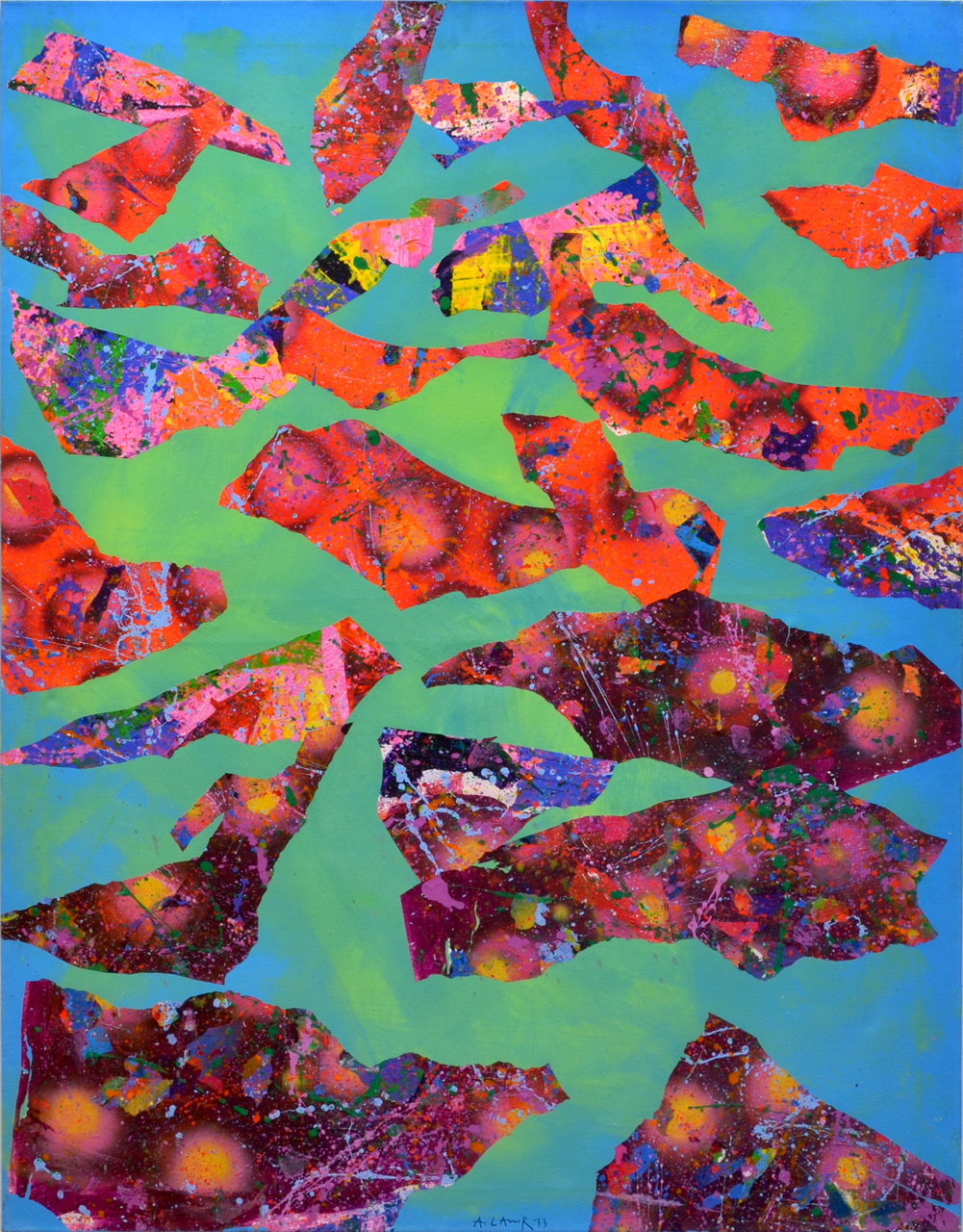
Utržené barvy (2013)
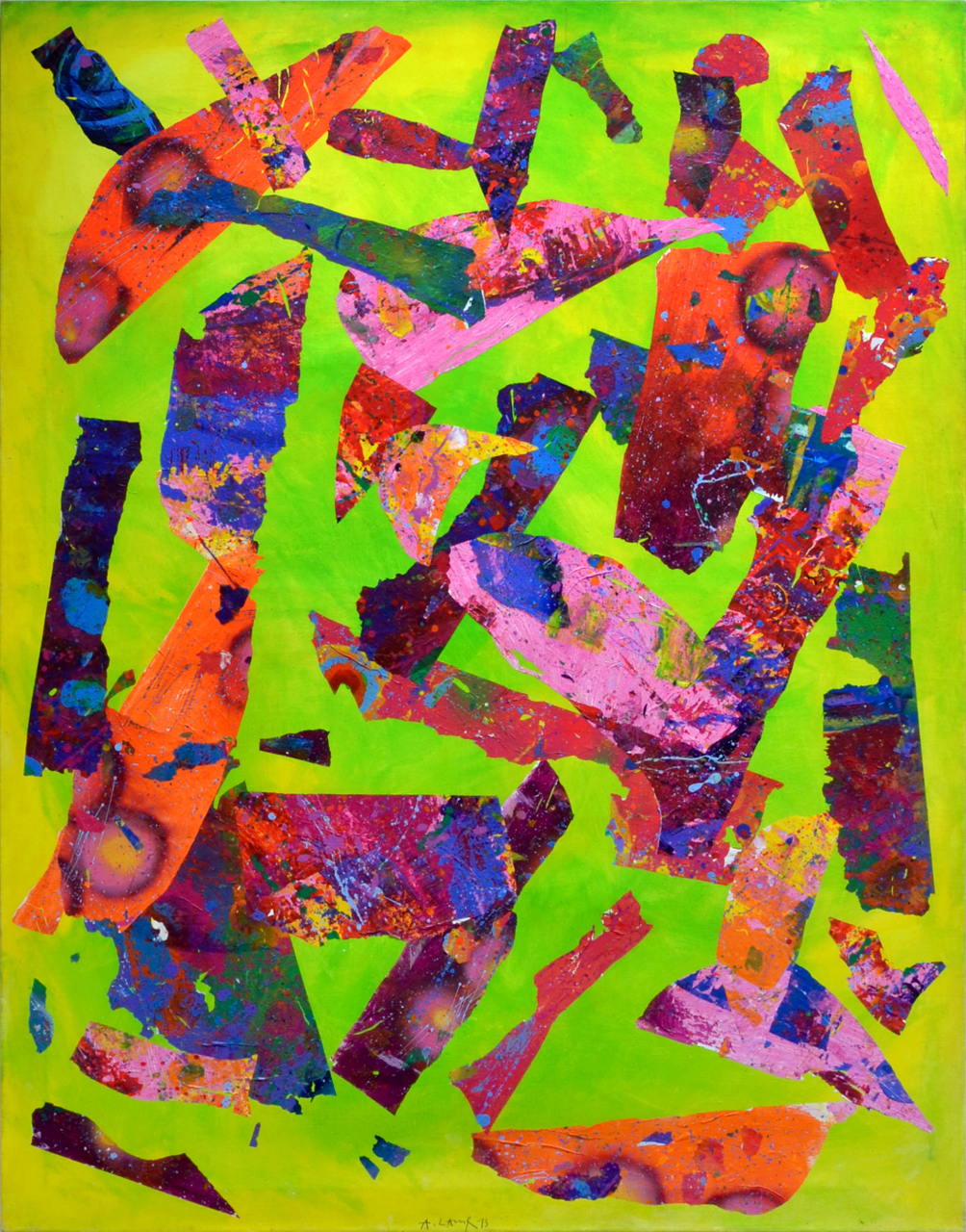
Uvnitř barev (2013)
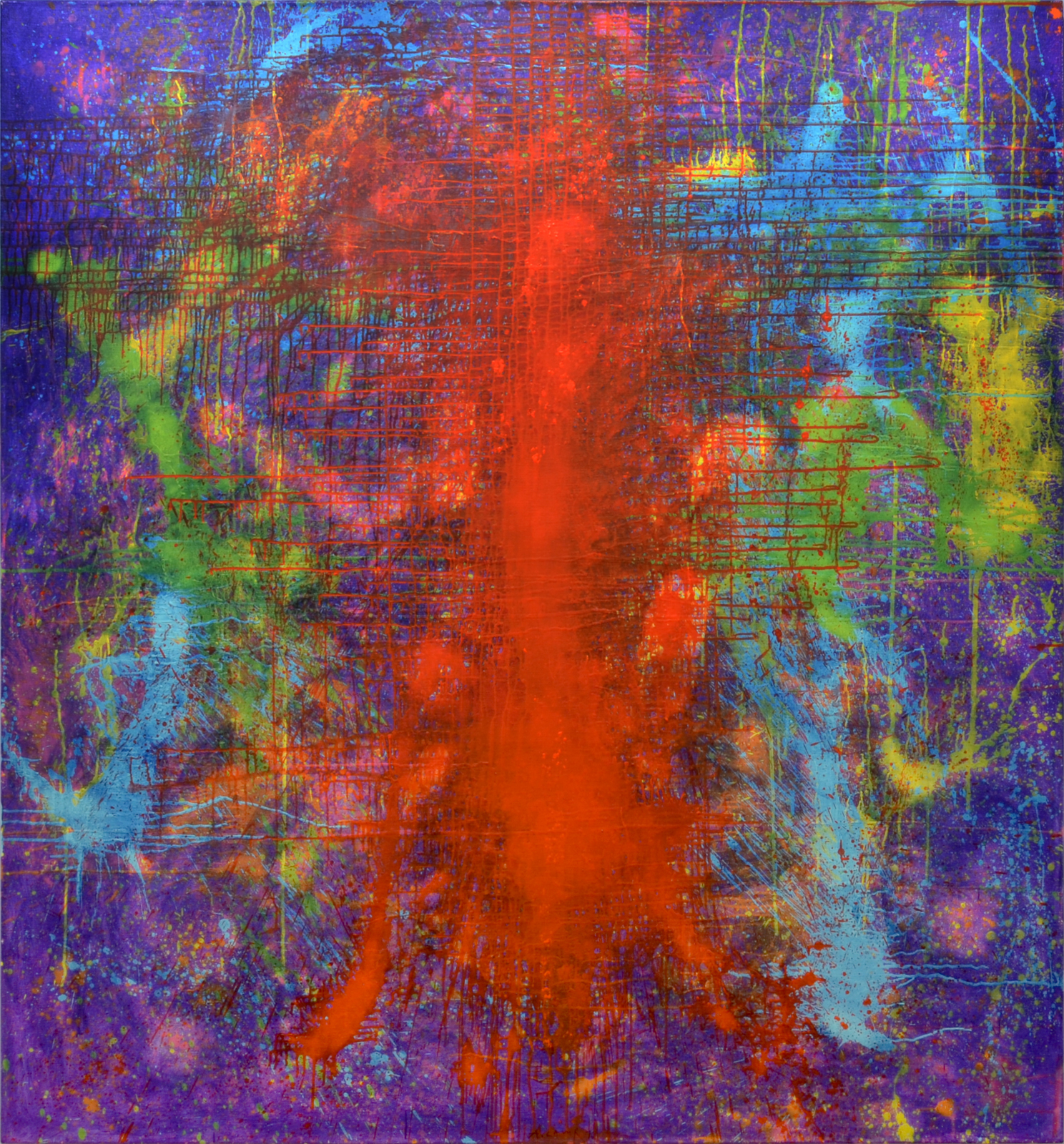
Apollo a Marsyas (2015)
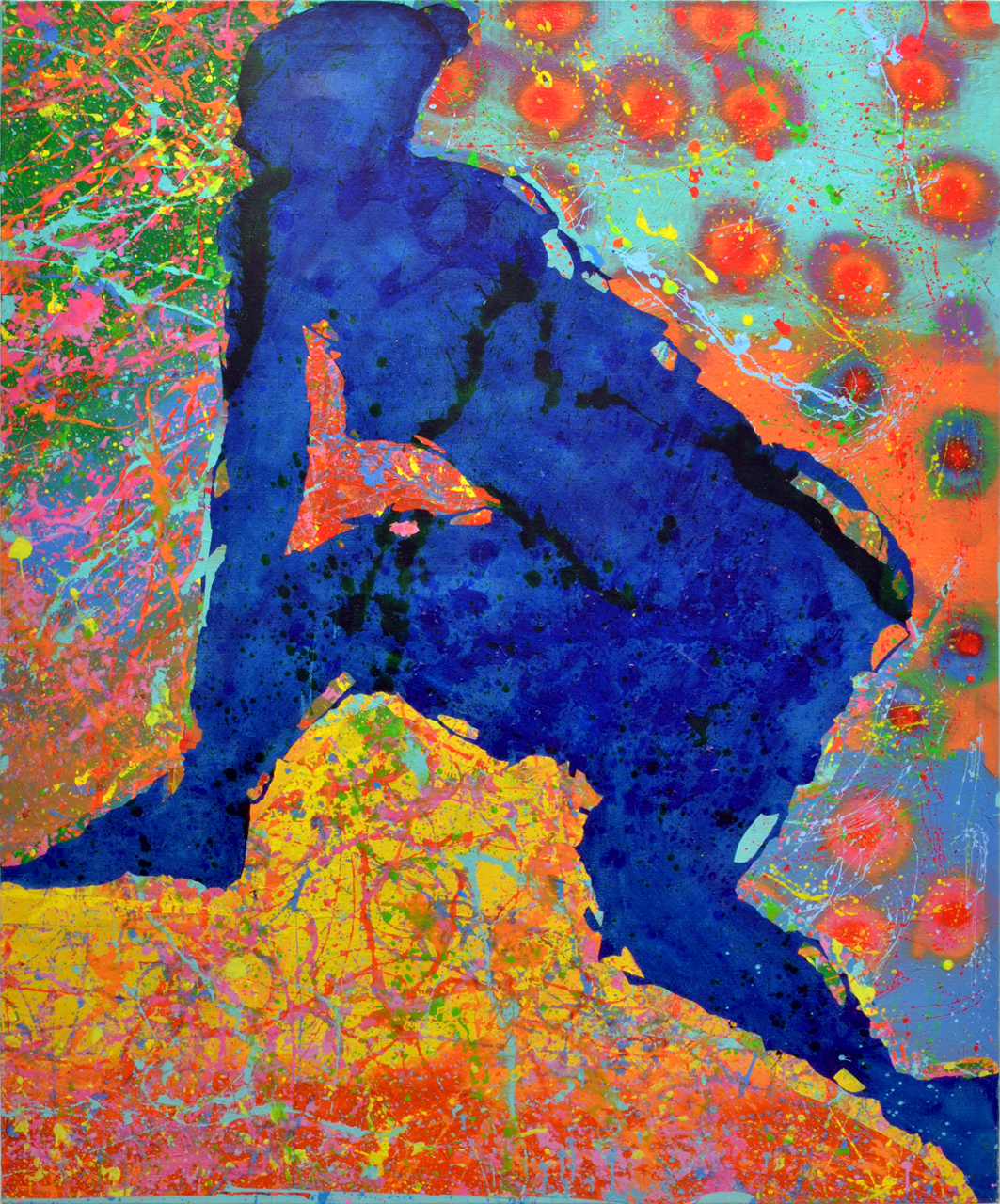
Modrá Venuše (2015)

### Litografie

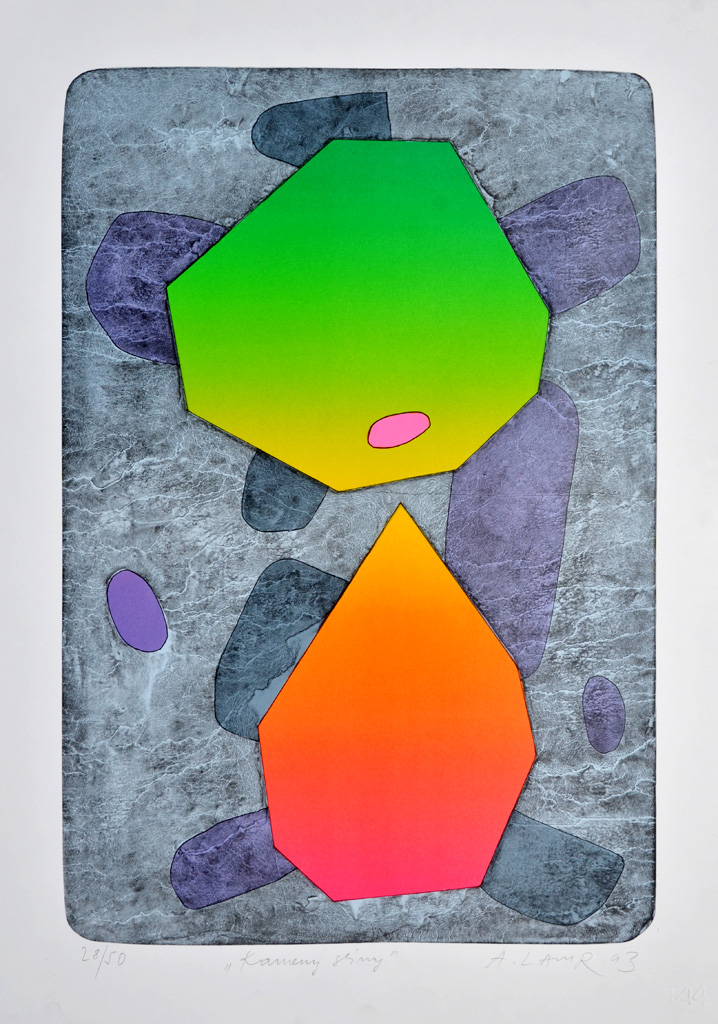
Kameny-stíny, litografie 59×39,5 cm, 1993
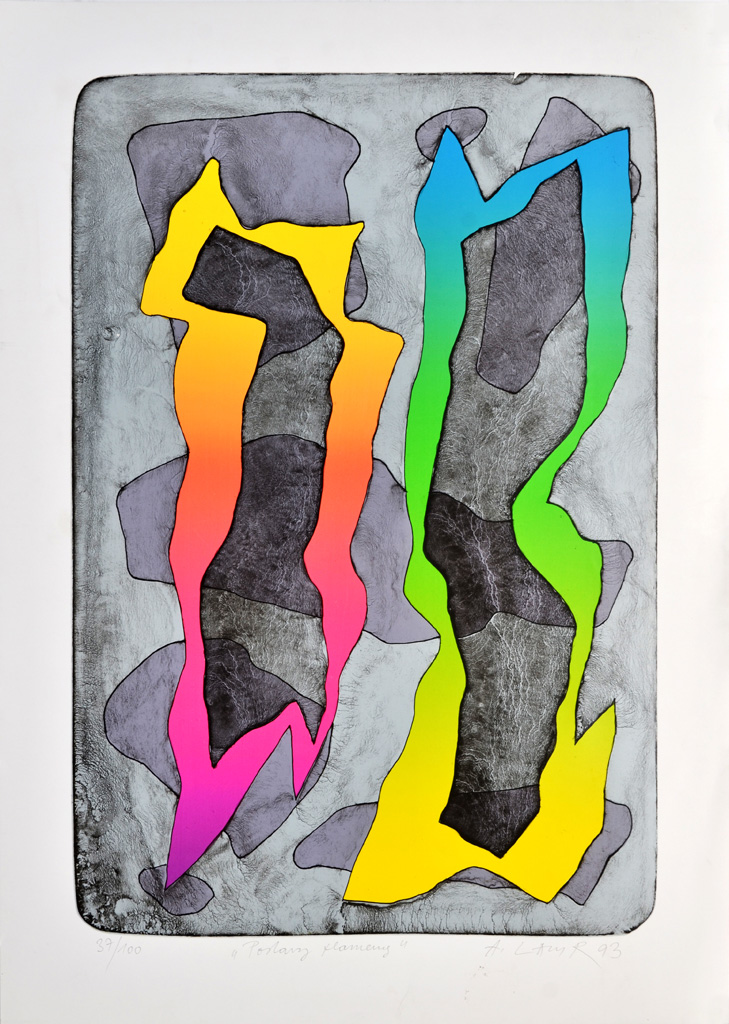
Postavy-plameny, litografie 59×39,5 cm, 1993
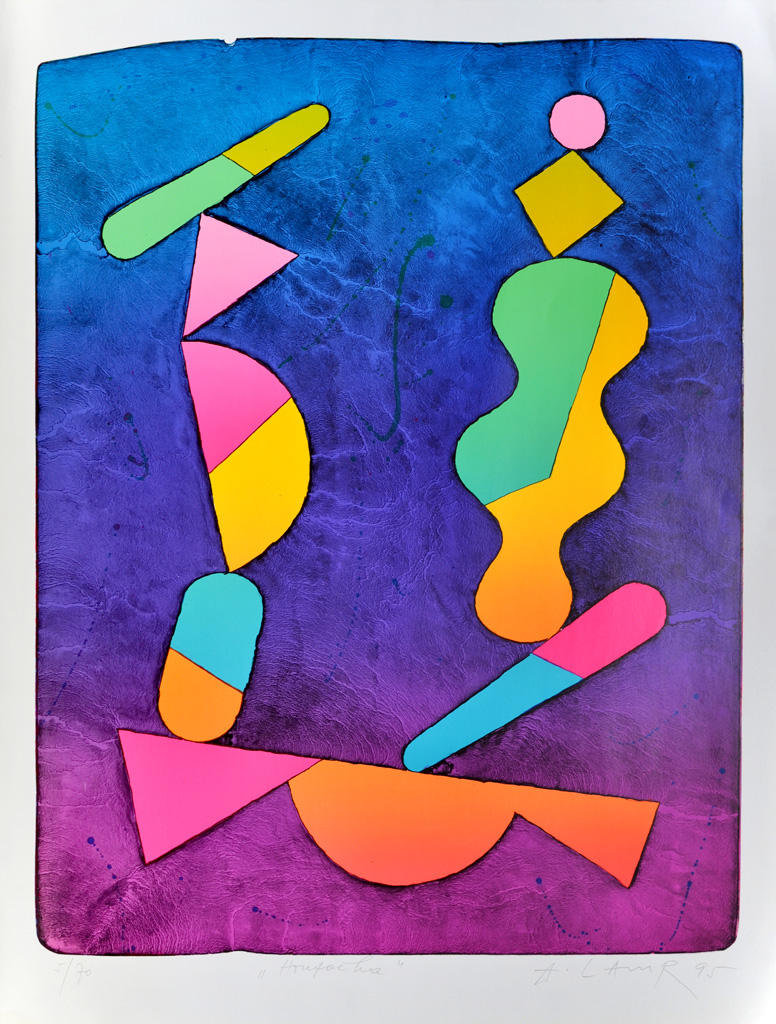
Houpačka, litografie 70×54 cm, 1995
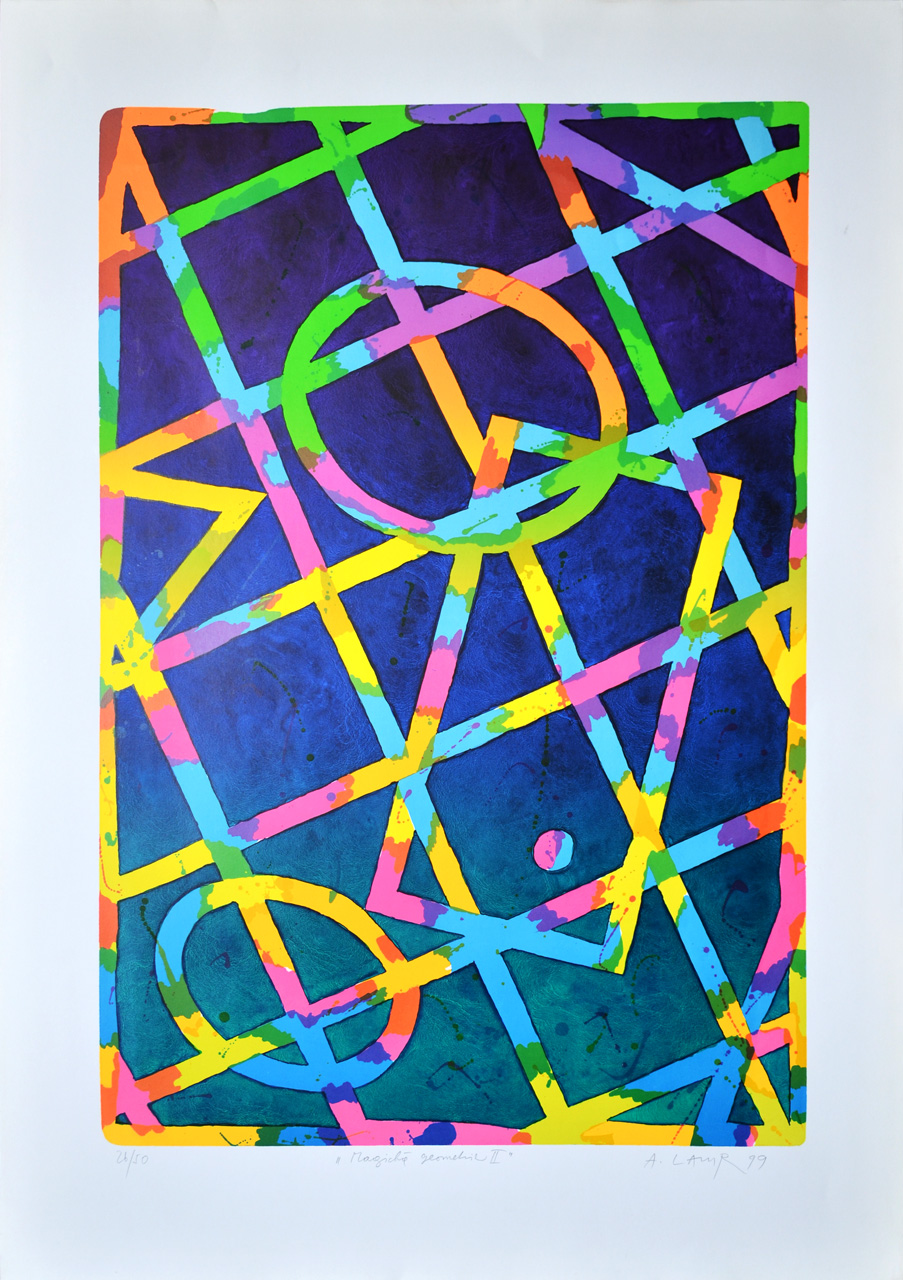
Magická geometrie, litografie 81×55 cm, 1999

### Sochy a keramika
Aleš Lamr měl po absolvování střední výtvarné školy pocit, že dobře zvládl kresbu a malbu a více ho lákalo výtvarné vyjádření v prostorové formě. Při přijímacích zkouškách na obor sochařství neuspěl, ale přesto po celý život paralelně s malbou tvoří sochy, které jsou vlastně třírozměrnými malířskými objekty. Od klasické figurace z poloviny 60. let, kdy pracoval v kameni a bronzu, se posunul k volným, pestře polychromovaným a groteskním figurám ve dřevě, které jsou svým charakterem blízké život oslavujícím a hravým sochařským metaforám Niki de Saint Phalle. Jeho sochy jsou většinou vytesané z dřevěného bloku a doplněné nejrůznějšími výčnělky (Pruhovaný slon, 1973) nebo sestavené z plošných dílů (Šašek a královna, 1985). Cyklus Hlavy (polychromované dřevo, 2015) tvoří protějšek k abstraktní malířské tvorbě ze stejného období a vyznačuje se hravostí a spontánní barevností. Sochař pracuje také s keramikou a porcelánem, zdobenými barevnými glazurami. Některé menší porcelánové objekty byly odlity v bronzu.
Obliba plastického tvaru navazuje na Lamrovy na akce v přírodě ze 70. let a řada soch našla uplatnění v architektuře.

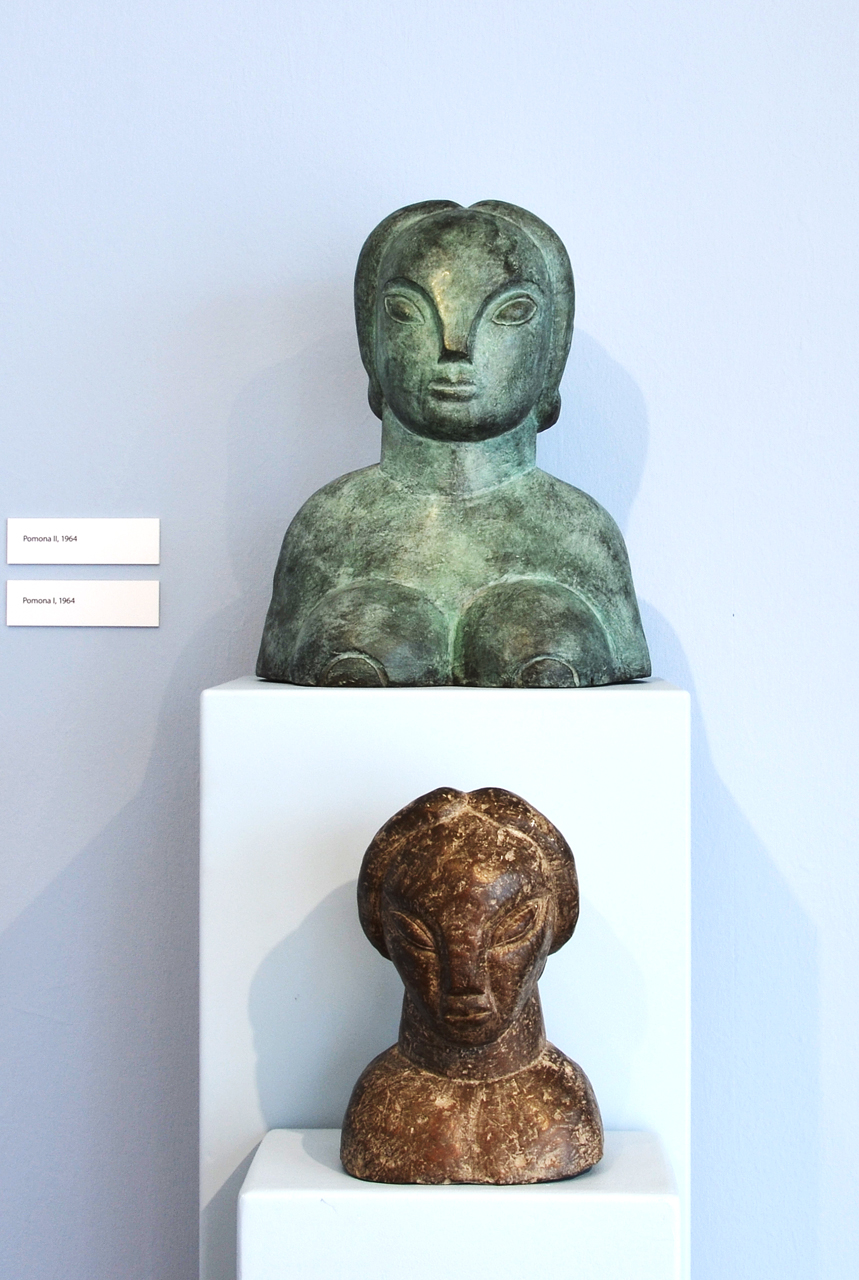
Pomona I a II (1964)
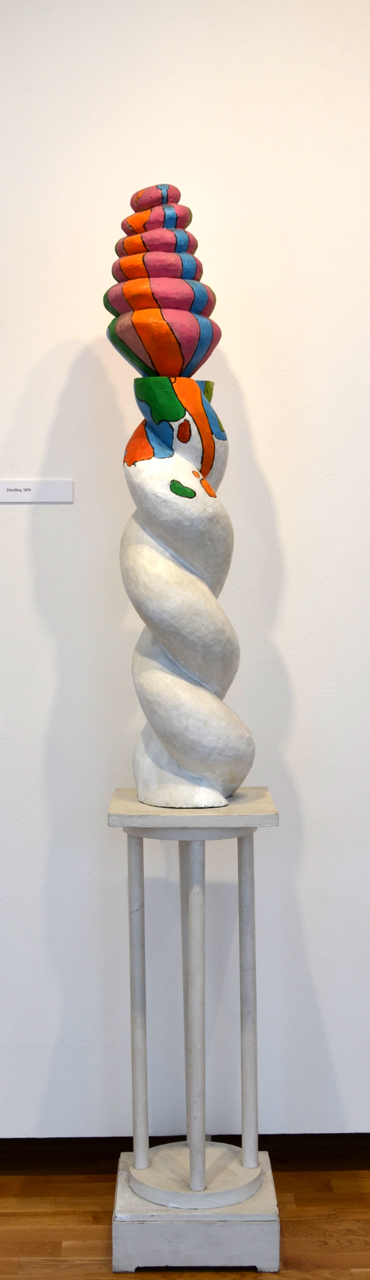
Zmrzlina (1974)
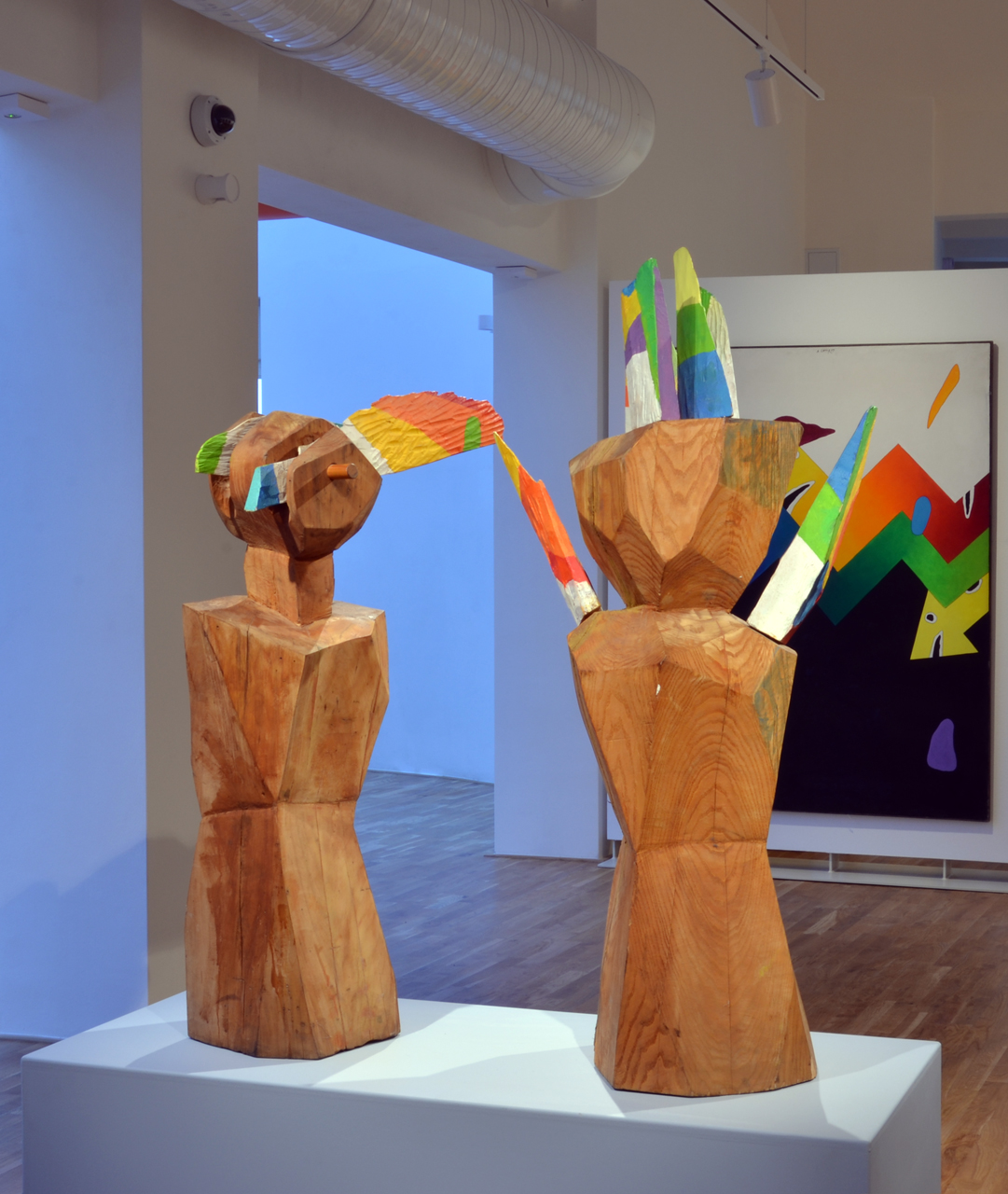
Cherubín I a II (1991–1992)
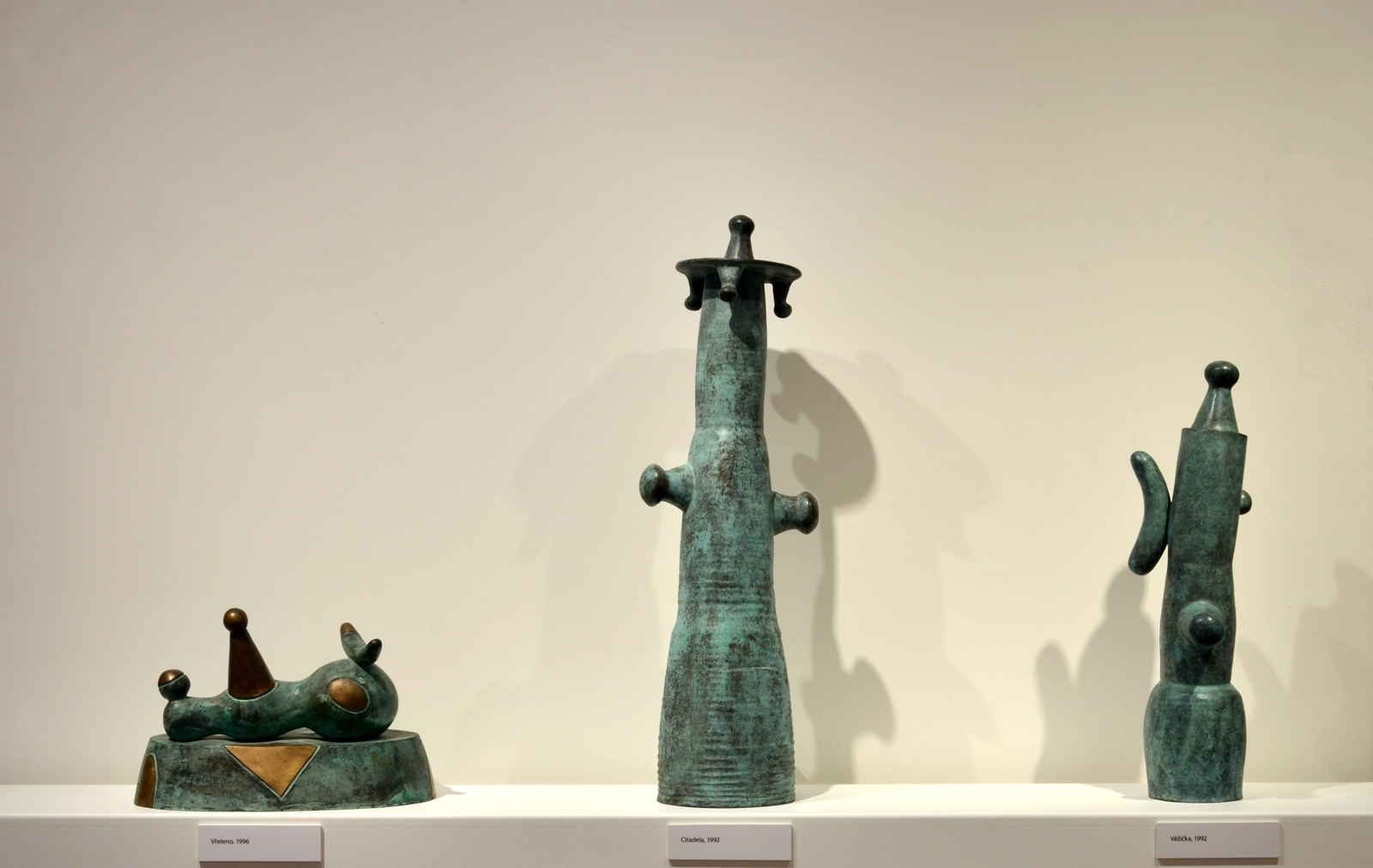
Vřeteno (1996), Citadela (1992), Věžička (1992), bronz

Jako třírozměrný protějšek svých obrazů vytváří také prostorové instalace z ocelových drátů. Využívá zprohýbanou kovovou výztuž získanou při recyklaci železobetonu, kterou polychromuje. Spolu s uměleckým kovářstvím Jana Berana zhotovil polychromované kovové svařované plastiky hudebníků pro Průhonice.

### Realizace (výběr)

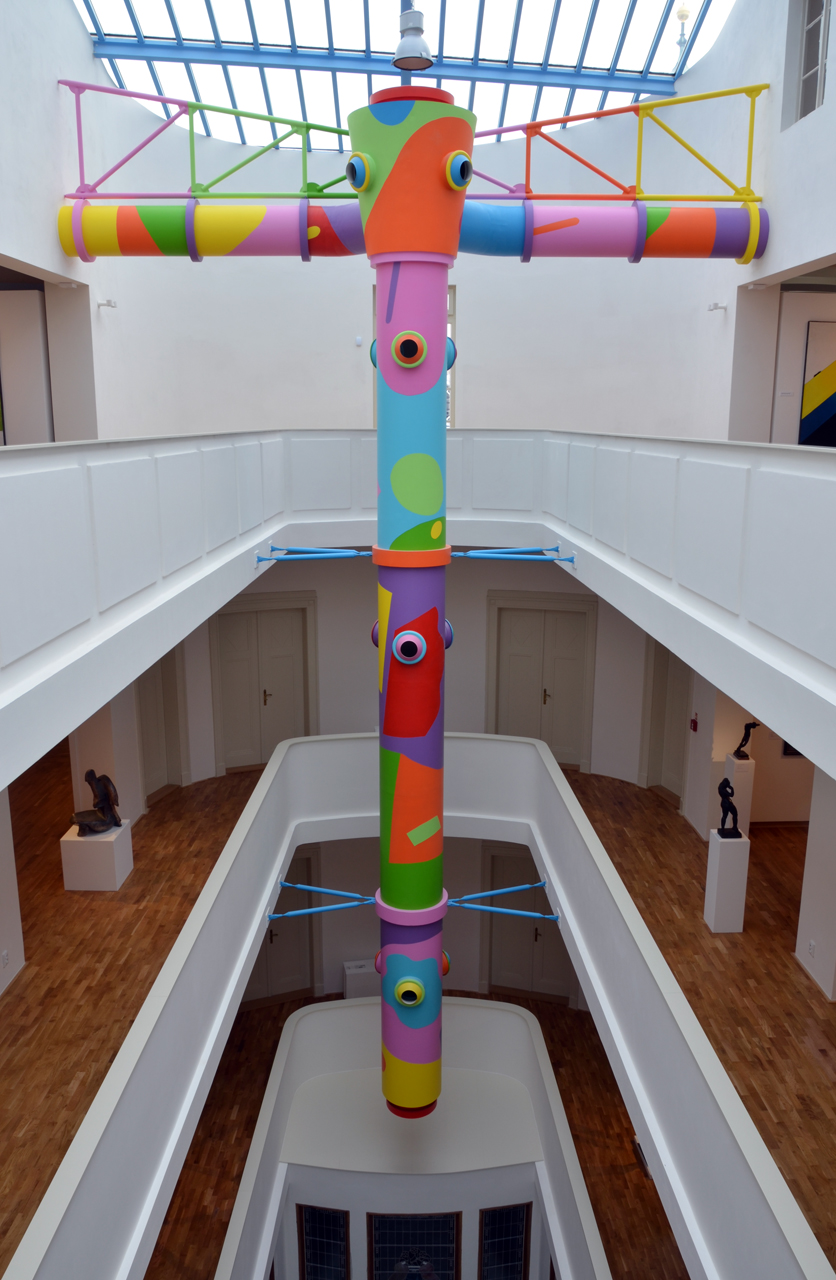
Aleš Lamr, Galerie moderního umění v Hradci Králové, vzduchotechnika(2017)

- 1979–1982 keramické reliéfy – Františkovy lázně, Janské lázně, Mariánské lázně, Březová
- 1980–1983 dětský pavilon L'AMARC v Montrealu (s arch. Martinem Rajnišem)
- 1988 keramická stěna, KD Česká Lípa
- 1988 dvě keramické stěny, polychromované zdi a komín, ZŠ Příbram
- 1992 nástěnná malba v interiéru, budova České televize
- 1996 barevná okna a kříž, kaple Petrovičky
- 1999 Okresní úřad Rychnov nad Kněžnou, nástěnná malba, délka 14 m
- 2001 Křížová cesta, Temný důl, Maršov (ve spolupráci se smaltovnou v Českém Brodě)
- 2001 Sonnenhaus Schlossau, nástěnná malba
- 2005 Česká advokátní komora, nástěnná malba
- 2015–16 výtvarné řešení interiéru, GMU Hradec Králové

### Ilustrace
- Karibský maják, poezie karibské oblasti, úvod V. Klíma, ilustrátor Aleš Lamr, Československý spisovatel Praha, 1987 (čestné uznání v soutěži Nejkrásnější kniha)
- Bible, překlad 21. století, Biblion 2009, ISBN 978-80-87282-28-1

### Zastoupení ve sbírkách
- Národní galerie v Praze
- Musée d'Art Moderne de la Ville de Paris (ARC)
- National Gallery, Washington D.C.
- Muzeum národního umění, Buenos Aires
- Gallery Art Space, Nishinomiya
- Sonnenring Galerie, Münster
- Städtische galerie Balingen
- Brooks Hall Gallery, North Carolina
- Alšova jihočeská galerie v Hluboké nad Vltavou
- Galerie středočeského kraje v Kutné Hoře
- Galerie Benedikta Rejta, Louny
- Oblastní galerie v Liberci
- Galerie umění Karlovy Vary
- Galerie moderního umění v Hradci Králové
- Galerie moderního umění v Roudnici nad Labem
- Galerie výtvarného umění v Chebu
- Galerie výtvarného umění v Havlíčkově Brodě
- Galerie výtvarného umění v Hodoníně
- Galerie výtvarného umění v Ostravě
- Západočeská galerie v Plzni
- Krajská galerie výtvarného umění ve Zlíně
- Moravské muzeum, Brno
- Muzeum umění Olomouc
- Muzeum umění a designu, Benešov
- Galerie Klatovy / Klenová
- Novohradské múzeum a galéria, Lučenec
- Horácká galerie v Novém Městě na Moravě
- Orlická galerie v Rychnově nad Kněžnou
- soukromé sbírky doma a v zahraničí

### Filmy
- 1986 Návštěva ateliéru Aleše Lamra, režie Milan Maryška
- 1996 Ateliéry, režie P. Kačírek
- 2011 Výtvarnické konfese: Aleš Lamr, ČT 2, režie Petr Skala

### Samostatné výstavy (výběr)
- 1968 Aleš Lamr: Obrazy, Malá galerie, Praha
- 1975 Aleš Lamr: Obrazy, Galerie Jilská, Praha
- 1976 Aleš Lamr: Obrazy, Kresby, Sochy, Galerie mladých, Brno
- 1978 Aleš Lamr: Objekty a malé formáty, Divadlo v Nerudovce, Praha
- 1981 Aleš Lamr: Obrazy, kresby, objekty, Těšínské divadlo, foyer, Český Těšín
- 1984 Aleš Lamr: Obrazy / kresby / objekty, Galerie umění Karlovy Vary
- 1987 Aleš Lamr: Obrazy, kresby, objekty, Ústřední kulturní dům železničářů, Praha
- 1988 Aleš Lamr: Obrazy, kresby, objekty, Galerie Sovinec
- 1989 Aleš Lamr: Kresby, obrazy, Galerie Opatov, Praha
- 1990 Aleš Lamr: Výběr z díla, Oblastní galerie výtvarného umění v Olomouci
- 1991 Horácká galerie v Novém Městě na Moravě
- 1991 Aleš Lamr: Retrospektiva, Orlická galerie v Rychnově nad Kněžnou
- 1993 Aleš Lamr: Výběr z díla, Výstavní síň Masné krámy, Plzeň
- 1998 Aleš Lamr: Acryl, aquarelle, pastelle, Galerie Pintner, Frankfurt nad Mohanem
- 1999 Aleš Lamr: Bilder, pastelle, aquarelle, Galerie Planie 22, Reutlingen
- 2003/2004 Aleš Lamr: Duch vane kam chce, Míčovna Pražského hradu, AJG České Budějivice, ZČM Plzeň
- 2005 Aleš Lamr: Nové práce / Recent works. Obrazy & objekty / Paintings & objects, Praha City Center
- 2006 Aleš Lamr: Hra doopravdy: Sochy a objekty 1964 - 2006, Hrad Sovinec, New Town Hall Praha, GM Plzně
- 2008/2009 Aleš Lamr: V sobě / In Me, Galerie umění Karlovy Vary
- 2013 Aleš Lamr: Nebeská setba, kostel Nanebevzetí Panny Marie, Letohrad
- 2015 Aleš Lamr: Maranatha, Galerie Nová síň, Praha
- 2016 Aleš Lamr: Nové ženy, Topičův klub Topičova salonu, Praha
- 2017 Aleš Lamr: Stručná retrospektiva, Galerie moderního umění v Hradci Králové

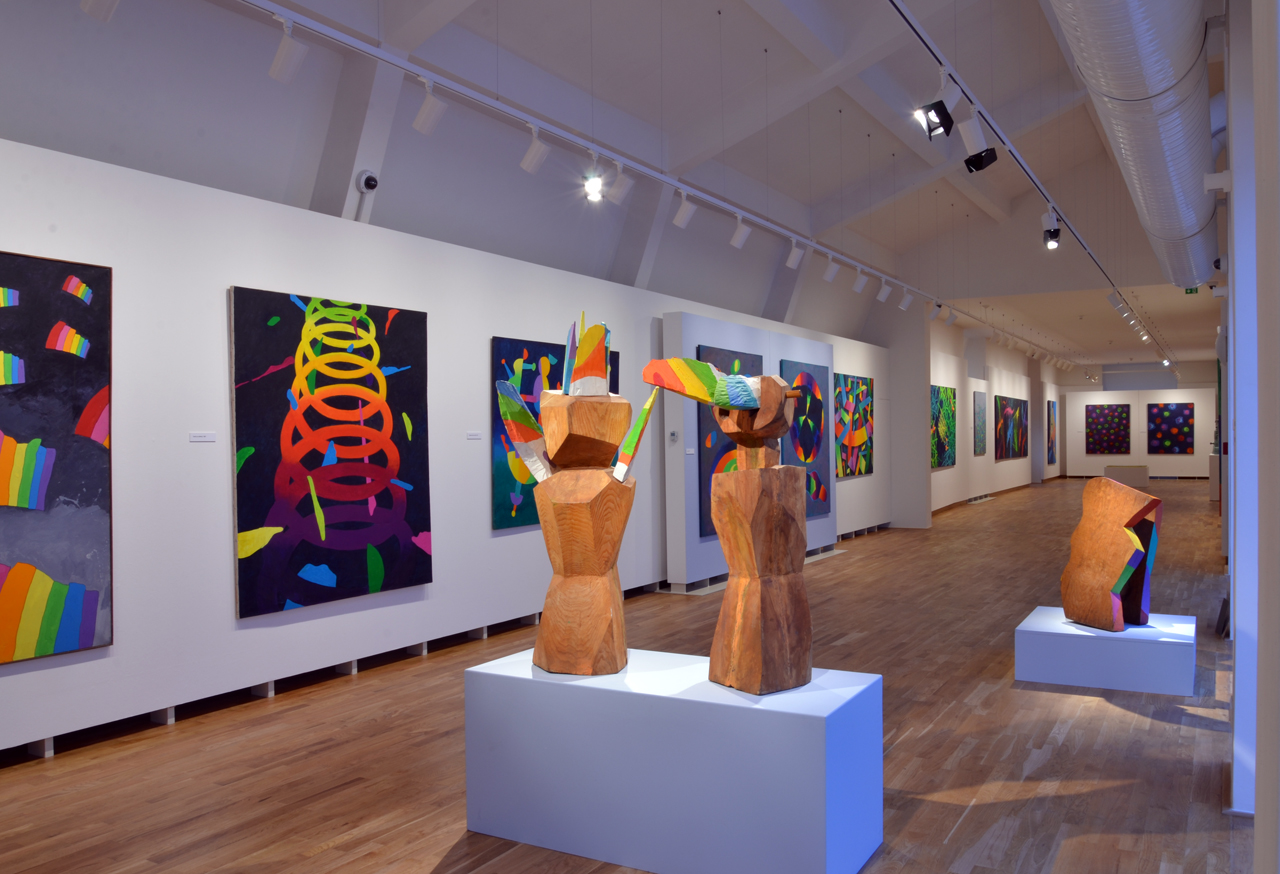
Aleš Lamr: Stručná retrospektiva, GMU v Hradci Králové (2017)
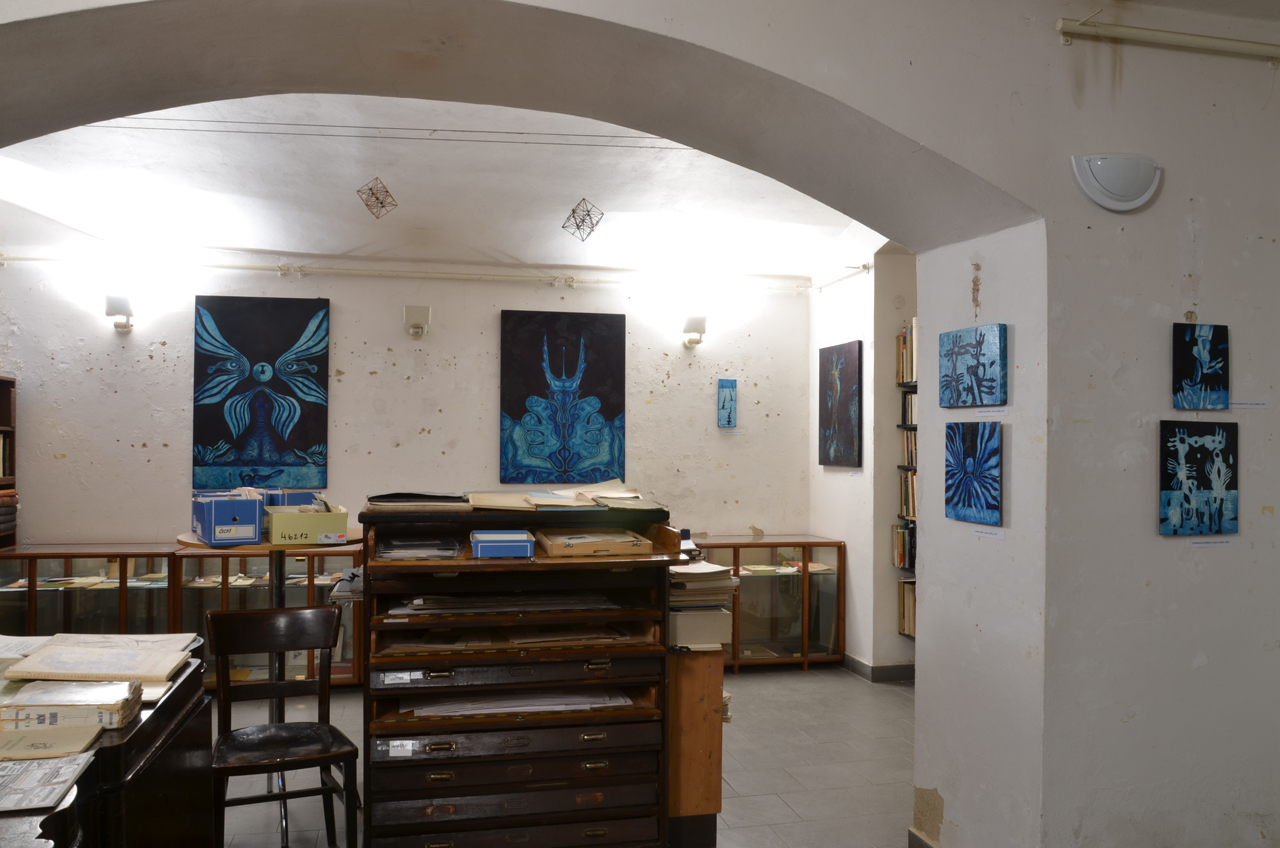
Aleš Lamr, Galerie Ztichlá klika (2017)